# Fejér vármegye
Koordináták: é. sz. 47° 10′, k. h. 18° 35′47.166667°N 18.583333°E
Fejér vármegye (1950-től 2022-ig Fejér megye; németül: Komitat Stuhlweiß, latinul: Comitatus Albensis, horvátul: Bila županija, szlovákul: Stoličnobelehradská župa) közigazgatási egység Magyarországon, a Dunántúlon, a Közép-Dunántúl régióban. 4358,48 km2-es területével hazánk 11. legnagyobb közigazgatási egysége, ezzel Magyarország teljes területének mintegy 4,68%-át adja. Emellett közel 420 ezer fős lakosságával a nyolcadik legnépesebb vármegyénk, így hazánk népességének 4,36%-ával rendelkezik, népsűrűsége elmarad az országos átlagtól. A megye területe egyike a magyarok legősibb szálláshelyeinek.
Északról Komárom-Esztergom vármegye, keletről Pest vármegye, délkeletről Bács-Kiskun vármegye, délről Tolna vármegye, délnyugatról Somogy vármegye, nyugatról pedig Veszprém vármegye határolja. Székhelye az ország kilencedik és a Dunántúl harmadik legnépesebb települése, a Közép-Dunántúl központja, a királyok városaként is emlegetett Székesfehérvár, amely a középkorban a Magyar Királyság egyik fővárosa volt. Emellett fontos települései közé tartozik a különösen a kohászat és acélipar területén kiemelkedő Dunaújváros, a Velencei-tó partján található, turisztikai központként ismert Gárdony és Velence, illetve Mór, a Móri borvidék központja, és híres a fehérborairól, főként az Ezerjó fajtáról.
Területe természetföldrajzilag a legváltozatosabb az országban. Területének északi részét a Vértes-hegység uralja, amely erdőségeivel és természeti értékeivel tűnik ki. Középső része a Mezőföldhöz tartozik, amely síkvidéki tájként a megye legtermékenyebb mezőgazdasági területe. Nyugaton a Bakony előhegyei húzódnak, míg keleten a Duna határolja, amely egyúttal fontos közlekedési és gazdasági szerepet is betölt. A megye egyik legfontosabb természeti kincse a Velencei-tó, amely turisztikai és rekreációs központ. A megye gazdag ásványkincsekben, különösen a mészkő- és bauxitlelőhelyek miatt jelentős.
Nyolc járás alkotja. Két megyei jogú városa, Székesfehérvár és Dunaújváros az ország fontos gazdasági központjai. A gazdaságot nagyban meghatározza a fejlett ipar, de itt találhatók Magyarország legjobb termőföldjei is. Habár északi és déli területei kötött viszonylagos fejlettségbeli különbségek állnak fenn, de még így is a legfejlettebb vármegye a főváros, Budapest után. A Közép-Dunántúl régió GDP-jének közel 70%-át egymaga Fejér vármegye adja.
A terület már az őskor óta lakott, az itt talált régészeti leletek tanúsága szerint. A római korban a Duna menti limes védelmi vonal fontos része volt, egyik központja Gorsium (mai Tác) település. A magyar honfoglalás után a megye jelentősége megnőtt, különösen Székesfehérvár révén, amely az Árpád-házi királyok koronázási és temetkezési helye lett. A középkorban fontos kereskedelmi útvonalak és stratégiai pontok kötődtek ide. A török hódoltság idején súlyos pusztítások érték, de a 18. századtól a Habsburg-korban újra fejlődésnek indult. A 19–20. században az iparosodás és a mezőgazdaság egyaránt meghatározta a térséget.

## Nevének eredete
Fejér megye neve a középkori Székesfehérvár, azaz „Fehér vár” nevéből ered. Az elnevezés a régi magyar „fejér” szavából származik, amely „fehéret” jelent és fehér kőből álló várra utalt.

## Címer
A kerek pajzson Szent István, Magyarország első apostoli királya, arany királyi palástban ábrázolva látható, fején ragyogó glóriával, ami szentségét jelzi. A bal felső égi, kék mezőben, ragyogó sugarakat kibocsátó felhők között Szűz Mária vörös tunikában és kék köpenyben tartja Jézust, aki jobb kezével áldásra emeli a kezét. Előttük zöld mezőn térdel Szent István, aki az égre néz, miközben a vörös párnára helyezett Szent Koronát, valamint a jogart és kardot felmutatva Máriának ajánlja fel.
A kis címer különlegessége, hogy jobb oldalán vörös mezőben négy ezüstpólya jelenik meg, ami eltér a mai használatban lévő hétszer vágott vörös-ezüst mintázattól. A bal oldali vörös mező zöld hármashalmán leveles aranykoronából kiemelkedő, szabályos ezüst kettőskereszt található.

Fejér vármegye történelmi címere

## Földrajz
Fejér a legváltozatosabb területű vármegyéje hazánknak. A megye nagyobb déli része az Alföld dunántúli nyúlványának számító Mezőföld területére esik. Ezenkívül a Bakony keleti része, a Bicskei-dombság, a Vértes és a Gerecse déli részei továbbá a 27 km² területű Velencei-tó, valamint az attól északra elterülő, nyugaton Székesfehérvárig elnyúló Velencei-hegység színesítik a terület domborzatát. Legmagasabb pontja a vértesi Csókakő vára felett magasodó Csóka-hegy 479 méterrel.

### Jelentősebb tavak
- Velencei-tó
- Pátkai-víztározó
- Zámolyi-víztározó
- Líviai-halastavak
- Rétszilasi-tavak

### Folyóvizei
- Duna
- Váli-víz
- Gaja
- Sárvíz
- Nádor-csatorna
- Sárvíz-malomcsatorna
- Sió

Lásd még: Fejér vármegye védett természeti értékeinek listája

### Fejér vármegye jellemző földrajzi pontjai
- Szélső települések égtájak szerint:
  - a megye legészakibb települése Mány (Bicskei járás),
  - a megye legdélibb települése Vajta (Sárbogárdi járás),
  - a megye legkeletibb települése Dunaújváros (Dunaújvárosi járás),
  - a megye legnyugatibb települése Bakonycsernye (Móri járás).

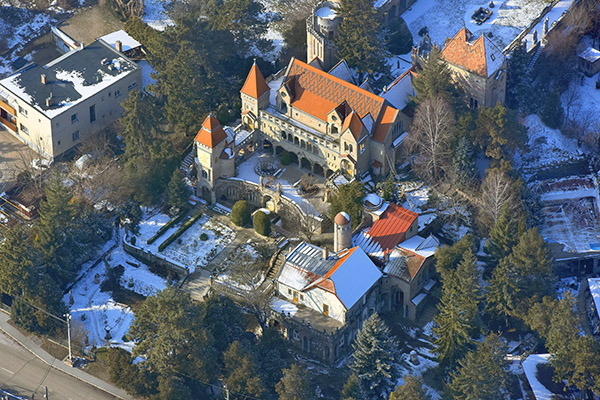
A Bory-vár

## Története
A megye területén már 20 000 évvel ezelőtt léteztek emberi települések a mai Nadap és Csór községek környékén. A Bicskéről előkerült, az újkőkorszak idejéből származó leletek világhírűek. Az i. e. 3. évezred végétől az i. e. 1. évezred elejéig máig ismeretlen nevű népek éltek itt és építettek többek közt földvárakat is. Közvetlenül a rómaiak előtti időszakból kelta nyomokra is bukkantak a régészek. A rómaiak idején már több állandó település volt Fejér megye mai területén: a központ Gorsium volt (mely város szerepe tulajdonképpen megfeleltethető a majdani Fehérvárénak), de Baracs (Annamatia) és Dunaújváros (Intercisa) is jelentősebb településnek számított. A középkor hajnalán hunok, gótok, longobárdok és avarok tartózkodtak a Duna mentén. 586-tól folyamatosan érkeztek nomád népek egészen az Árpád fejedelem vezetésével érkező magyarokig.
895 és 900 között érkeztek a honfoglaló magyarok erre az országrészre, amely központi elhelyezkedése révén a fejedelmi Megyer törzs szálláshelye lett. A 970-es években Géza fejedelem egyik székhelyeként kezdett kiépülni a mai Székesfehérvár (akkoriban Fehérvár). A város I. István korában a területi alapon szerveződő királyi vármegyerendszerben megyeszékhellyé vált. A III. István által kiadott fehérvári jogoknak köszönhetően az ország első városává váló Székesfehérvár volt a 16. század közepéig a magyar királyok kizárólagos koronázóvárosa és sokuk temetkezési helye. Emellett ide gyűltek össze az országnagyok évente a fehérvári törvénylátó napokra, melyekből később a rendszerszintű országgyűlések kifejlődtek, és ide hívták össze a legtöbb rendi országgyűlést is. A Szent István által alapított Nagyboldogasszony-bazilika a Magyar Királyság egyik adminisztrációs központjaként működött, melyet az igen tekintélyes fehérvári prépost irányított.
A középkori Fejér vármegye magába foglalta a Duna-Tisza közén elhelyezkedő egykori Soltszék (Solt és Kalocsa és környéke) területét is. A vármegyében besenyők és kunok is letelepedtek az Árpád-kor végén. 1333-ban már alispán és szolgabíró is működött az akkor már nemesi vármegyében.
A vármegye területe 1543 és 1688 között török uralom alatt állt. A török közigazgatás három szandzsákja fedte le: a budai, a székesfehérvári és a simontornyai. A folyamatos összecsapások következtében a falvak pusztulásnak indultak, a lakosságszám csökkent. 1692-ben szervezték újjá a közigazgatást, Székesfehérvár csak 1703-ban lett ismét szabad királyi város. A megye nagy területeit birtokul kapó nemesi családok között voltak a Batthyányak, Zichyek, Hochburgok és Heisterek. A 17. század folyamán a magyarok mellett szlovák és német lakók telepedtek le a török időkben elnéptelenedett területekre. A 18. század végére kialakult a vármegye lakóinak jellegzetes paraszti kultúrája.
Az 1860-as évektől a vasút megjelenése forradalmasította a közlekedést, a vármegyében számtalan vasútvonal épült a 20. század elejéig, Székesfehérvár országos jelentőségű vasúti csomóponttá vált.
Stratégiai és gazdasági adottságainak köszönhetően Fejér vármegye területe az egyik legtöbbet szenvedő térség volt Magyarországon a második világháború idején. Székesfehérvár és környéke helyzetén a nyugati szövetségesek súlyos légicsapásai mellett a többszöri német-szovjet tulajdonoscsere is rontott. A világháború után szinte a nulláról kellett újjáépíteni a régiót.
Fejér megye volt az egyik leggyorsabban fejlődő területe Magyarországnak a világháború utáni időkben. Az erőteljes iparosítás szimbólumává az 1951-ben Sztálinvárosnak keresztelt egykori Dunapentele, a mai Dunaújváros vált. A volt mezővárost ekkor hatalmas iparvárossá fejlesztették, mely a Dunai Vasmű köré épült. Az 1961-től Dunaújváros néven létező település (melynek népessége 1980-ban elérte a 60 ezer főt) fejlesztéseivel már az 1960-as években alábbhagytak, ekkor végre több figyelmet kaphatott a megyeszékhely is, melynek ipara az 1930-as években vett rendkívül látványos lendületet első ízben. Stratégiai fontosságának és ipari hagyományainak köszönhetően számíthatott a kormányzat támogatására. A város népessége az 1970-es években átlépte a 100 ezer főt, ipara sokrétű volt: itt üzemelt a központi gyára a hadi híradástechnikai eszközöket, televíziókat, rádiókat és számítógépeket gyártó Videotonnak (mely megváltozott struktúrával, de még ma is működik), itt volt és a mai napig itt van a hazai alumíniumgyártás fellegára, a Könnyűfémmű (szintén létezik még Arconic Köfém ill. Sapa néven), és itt működött a legnagyobb üzeme a világ egyik legjelentősebb autóbusz-gyártójának számító Ikarusnak, melynek ma már csak maradványai léteznek.
A rendszerváltáskor az ipar leépült, de Székesfehérvár azon kevés nagyvárosok közé tartozott, melyek gyorsan reagáltak a megváltozott körülményekre: itt már az 1990-es évek elején megjelentek az első multinacionális vállalatok. Ennek köszönhetően a város ma is az ország egyik legfontosabb gazdasági gócpontja. A Dunai Vasmű ukrán tulajdonba került, és sokáig az egyik legnagyobb munkáltató volt a megyében, Magyarország egyik fontos gazdasági központjává téve Dunaújvárost.

## Közigazgatási beosztás 1950–1990 között

### Járások 1950–1983 között
Fejér megyéhez az 1950-es megyerendezés előtt öt járás (Adonyi (ma Dunaújvárosi), Bicskei, Móri, Sárbogárdi és Székesfehérvári) tartozott. A megyerendezéskor idecsatolták Veszprém megyétől az Enyingi járást, így 1950. február 1-jétől hat járás volt Fejér megye területén.
Ezt követően 1983-ig, a járások megszűnéséig alig történt változás a megye járási beosztásában. 1957-ben az Adonyi járás székhelyét Sztálinvárosba helyezték és neve ennek megfelelően Sztálinvárosi járás lett, majd elnevezése 1961-ben az új székhely névváltozását követve Dunaújvárosi járásra változott. Szintén 1961-ben szűnt meg az Enyingi járás: felosztották a Sárbogárdi és a Székesfehérvári járás között. Így tehát 1961-től a járások megszűnéséig, 1983 végéig a megyéhez öt járás tartozott (Bicskei, Dunaújvárosi, Móri, Sárbogárdi és Székesfehérvári).

### Városok 1950–1983 között
Fejér megye területén az 1950-es megyerendezés idején egyetlen város volt, a megyeszékhely Székesfehérvár, mely törvényhatósági jogú város volt, így nem tartozott a megyéhez, hanem külön közigazgatási egységet alkotott. Mivel a törvényhatósági jogú városi jogállás 1950. június 15-én megszűnt, Székesfehérvár attól kezdve a megyéhez tartozott. Rajta kívül 1983-ig csak Dunapentele kapott városi rangot 1951-ben, melynek neve még ugyanabban az évben Sztálinváros lett, majd 1961-től Dunaújváros. 1954-ig mindkét város jogállása közvetlenül a megyei tanács alá rendelt város, 1954-től járási jogú város, majd 1971-től egyszerűen város lett.

### Városkörnyékek 1971‑1983 között
Fejér megye mindkét városa körül már 1983 előtt alakult városkörnyék: a Dunaújvárosi 1977-ben, a Székesfehérvári pedig 1981 végén. Mindkét város járásszékhely is maradt, csupán a közvetlen szomszédságukba eső néhány községet osztották be hozzájuk.

### Városok és városi jogú nagyközségek 1984‑1990 között
1984 elején az országban új közigazgatási rendszert vezettek be, ezért valamennyi járás megszűnt. A Dunaújvárosi járás valamennyi községét Dunaújváros városkörnyékéhez osztották be, a Székesfehérvári járás nyugati felét pedig Székesfehérváréhoz. Mór a megyében harmadikként városi rangot kapott, a másik két járásszékhely (Bicske és Sárbogárd) valamint a Velencei-tó környékének központja, Gárdony városi jogú nagyközség lett. Az előbbi kettő 1986-ban, Gárdony pedig 1989-ben városi rangot kapott.

### Székesfehérvár, a megyei város
1989-ben Székesfehérvár azon három nagyváros között volt, amelyeket az Elnöki Tanács megyei várossá nyilvánított, így 1990-ben, a tanácsrendszer megszűnésekor Fejér megyében hat város volt, melyek közül egy megyei város.

## Önkormányzat és közigazgatás

### Vármegyei közgyűlés
A vármegye önkormányzatának legfőbb döntéshozó testülete. Tagjai a választópolgárok által ötévente, az önkormányzati választásokon megválasztott képviselők. A közgyűlés feladatai közé tartozik a megyei fejlesztési tervek, közlekedési, területrendezési és gazdaságfejlesztési programok kidolgozása és elfogadása, valamint az európai uniós források felhasználásának koordinálása. Mivel a vármegyei önkormányzatok nem tartoznak közvetlenül az oktatási, egészségügyi vagy szociális intézmények fenntartásához, inkább stratégiai, területfejlesztési szerepük van. A közgyűlést az elnök vezeti, aki a testület tagjai közül kerül megválasztásra.
A 2019-es magyarországi önkormányzati választáson megválasztott Fejér megyei Közgyűlés 20 képviselőből áll, az alábbi pártösszetétellel:
|  | Fidesz-KDNP           | 14 |  |  |  |  |  |  |  |  |  |  |  |  |  |  |
|  | Momentum Mozgalom     | 2  |  |  |  |  |  |  |  |  |  |  |  |  |  |  |
|  | Demokratikus Koalíció | 2  |  |  |  |  |  |  |  |  |  |  |  |  |  |  |
|  | Válasz FCF            | 1  |  |  |  |  |  |  |  |  |  |  |  |  |  |  |
|  | Mi Hazánk Mozgalom    | 1  |  |  |  |  |  |  |  |  |  |  |  |  |  |  |

A 2024-es magyarországi önkormányzati választáson megválasztott Fejér Vármegyei Közgyűlés 20 képviselőből áll, az alábbi pártösszetétellel:

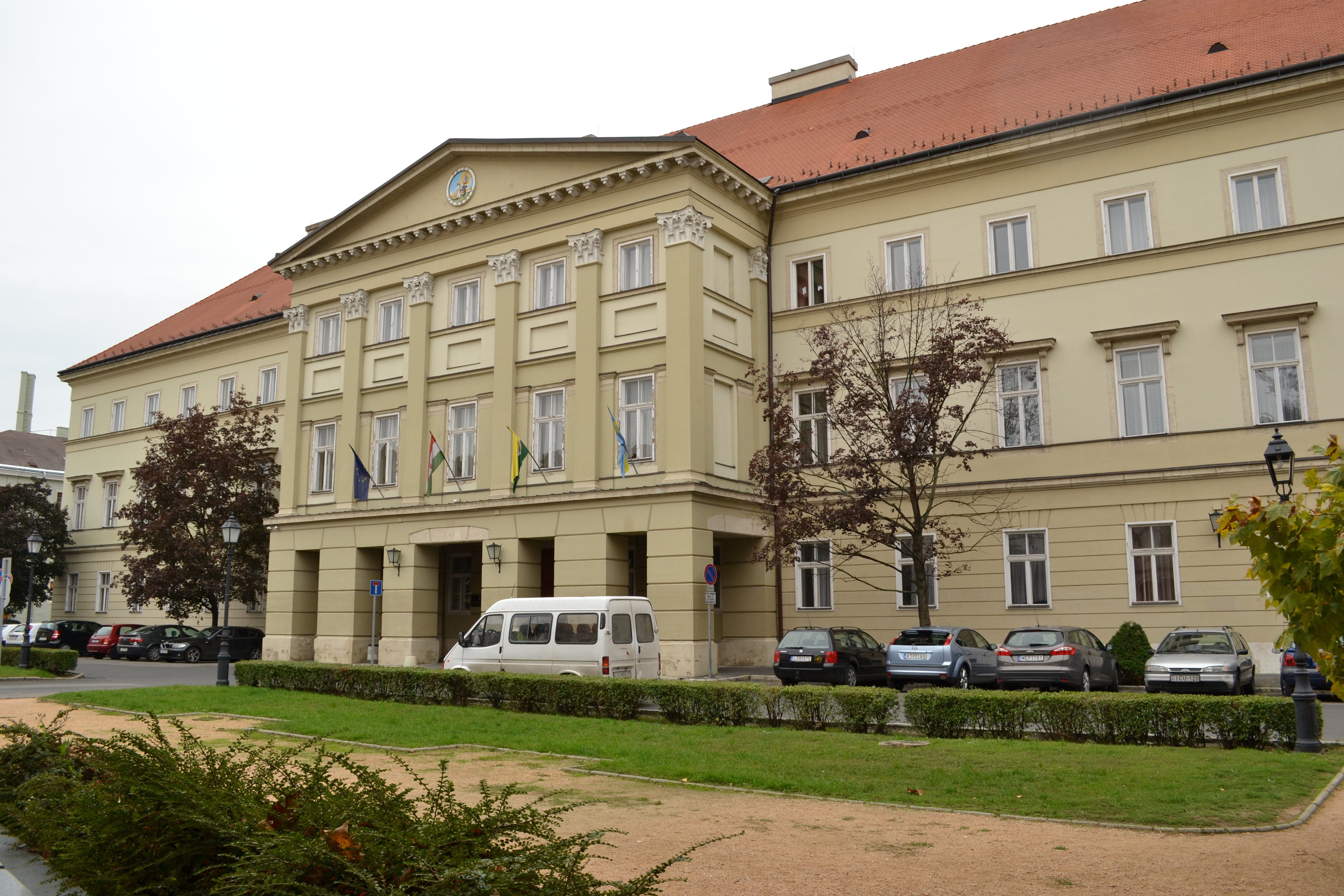
A vármegyeháza Székesfehérváron

| Párt | Párt                  | Mandátum | Vármegyei közgyűlés (2024-2029) | Vármegyei közgyűlés (2024-2029) | Vármegyei közgyűlés (2024-2029) | Vármegyei közgyűlés (2024-2029) | Vármegyei közgyűlés (2024-2029) | Vármegyei közgyűlés (2024-2029) | Vármegyei közgyűlés (2024-2029) | Vármegyei közgyűlés (2024-2029) | Vármegyei közgyűlés (2024-2029) | Vármegyei közgyűlés (2024-2029) | Vármegyei közgyűlés (2024-2029) |
| ---- | --------------------- | -------- | ------------------------------- | ------------------------------- | ------------------------------- | ------------------------------- | ------------------------------- | ------------------------------- | ------------------------------- | ------------------------------- | ------------------------------- | ------------------------------- | ------------------------------- |
|      | Fidesz-KDNP           | 11       |                                 |                                 |                                 |                                 |                                 |                                 |                                 |                                 |                                 |                                 |                                 |
|      | Mi Hazánk Mozgalom    | 3        |                                 |                                 |                                 |                                 |                                 |                                 |                                 |                                 |                                 |                                 |                                 |
|      | Demokratikus Koalíció | 2        |                                 |                                 |                                 |                                 |                                 |                                 |                                 |                                 |                                 |                                 |                                 |
|      | MKKP                  | 2        |                                 |                                 |                                 |                                 |                                 |                                 |                                 |                                 |                                 |                                 |                                 |
|      | Válasz FCF            | 1        |                                 |                                 |                                 |                                 |                                 |                                 |                                 |                                 |                                 |                                 |                                 |
|      | Momentum Mozgalom     | 1        |                                 |                                 |                                 |                                 |                                 |                                 |                                 |                                 |                                 |                                 |                                 |

### A Vármegyei Közgyűlés elnökei
A vármegyei közgyűlés elnöke a megyei önkormányzat vezetője, aki felelős a közgyűlés munkájának irányításáért és a döntéshozatalban való részvételért. Az elnök szerepe kulcsfontosságú a helyi közigazgatásban, mivel ő képviseli a vármegyét és összehangolja a megyei önkormányzati feladatok ellátását.
Feladatai közé tartozik a közgyűlés üléseinek összehívása és levezetése, valamint az önkormányzati döntések végrehajtásának felügyelete. Az elnök kapcsolatot tart az országos és helyi szervekkel, valamint a települési önkormányzatokkal, és biztosítja a megye érdekeinek képviseletét az országos döntéshozatalban. Emellett részt vesz a fejlesztési tervek kialakításában, és irányítja azokat a programokat, amelyek a megye gazdasági és társadalmi fejlődését szolgálják.
Az elnököt általában a közgyűlés tagjai választják meg, és munkáját a közgyűlés által választott alelnökök segítik.
| Elnök | Elnök                              | Elnöki ciklus |
| ----- | ---------------------------------- | ------------- |
|       | Dr. Molnár Krisztián (Fidesz-KDNP) | 2014-         |

### Járások
| Fejér vármegyei járások |                |             |                 |         |            |
| Járás                   | Székhely       | Település   | Népesség (2018) | Terület | Népsűrűség |
| Járás                   | Székhely       | ebből város | 2018-ban        | km²     | fő/km²     |
| Bicskei                 | Bicske         | 15/2        | 35 668          | 578,25  | 62         |
| Dunaújvárosi            | Dunaújváros    | 16/4        | 89 467          | 650,05  | 138        |
| Enyingi                 | Enying         | 9/1         | 20 107          | 433,14  | 46         |
| Gárdonyi                | Gárdony        | 10/2        | 33 392          | 306,79  | 108        |
| Martonvásári            | Martonvásár    | 8/2         | 26 867          | 277,13  | 97         |
| Móri                    | Mór            | 13/2        | 33 922          | 417,55  | 81         |
| Sárbogárdi              | Sárbogárd      | 12/1        | 27 019          | 653,52  | 41         |
| Székesfehérvári         | Székesfehérvár | 25/3        | 151 270         | 1042,05 | 145        |

### Kistérségek 2014-ig
| Fejér megyei kistérségek              |                |                |                |                 |         |            |
| Kistérség neve                        | Székhely       | Kód            | Település      | Népesség (2012) | Terület | Népsűrűség |
| Kistérség neve                        | Székhely       | Kód            | ebből város    | 2013-ban        | km²     | fő/km²     |
| Abai                                  | Aba            | 3708           | 9/1            | 23 011          | 467,16  | 49         |
| Adonyi                                | Adony          | 3709           | 8/2            | 24 143          | 319,96  | 75         |
| Bicskei                               | Bicske         | 3701           | 17/1           | 37 888          | 618,73  | 61         |
| Dunaújvárosi                          | Dunaújváros    | 3702           | 9/3            | 69 853          | 371,73  | 188        |
| Enyingi                               | Enying         | 3703           | 6/1            | 20 844          | 433,11  | 48         |
| Gárdonyi                              | Gárdony        | 3704           | 10/1           | 27 633          | 265,15  | 104        |
| Martonvásári                          | Martonvásár    | 3710           | 9/3            | 24 075          | 236,65  | 102        |
| Móri                                  | Mór            | 3705           | 6/1            | 34 496          | 417,55  | 83         |
| Sárbogárdi                            | Sárbogárd      | 3706           | 10/1           | 24 626          | 561,27  | 44         |
| Székesfehérvári                       | Székesfehérvár | 3707           | 10/1           | 134 517         | 667,14  | 202        |
| Fejér vármegye                        | Fejér vármegye | Fejér vármegye | Fejér vármegye | 426 120         | 4358,76 | 98,3       |
| Magyarország                          | Magyarország   | Magyarország   | Magyarország   | 9 877 365       | 93,030  | 106        |
| Forrás: Központi Statisztikai Hivatal |                |                |                |                 |         |            |

### Országgyűlési képviselők
Magyarországon az országgyűlési választások során az ország területét egyéni választókerületekre osztják, és mindegyik kerületnek egy képviselője van a parlamentben, akit közvetlenül választanak. Az egyéni választókerületek országgyűlési képviselői tehát azok a politikusok, akik egy-egy adott földrajzi terület választópolgárait képviselik az Országgyűlésben.
Az egyéni választókerületek képviselői általában valamelyik párt jelöltjei, de független képviselők is indulhatnak a választáson. A választókerületek képviselői meghatározó szereplők, mivel közvetlen kapcsolatban állnak választóikkal, és elsősorban az adott terület helyi érdekeit képviselik az országos politikai döntéshozatalban.
| Választókerület                                             | Székhely       | Képviselő          | Párt | Párt        |
| ----------------------------------------------------------- | -------------- | ------------------ | ---- | ----------- |
| Fejér vármegyei 1. sz. országgyűlési egyéni választókerület | Székesfehérvár | Vargha Tamás       |      | Fidesz–KDNP |
| Fejér vármegyei 2. sz. országgyűlési egyéni választókerület | Székesfehérvár | Törő Gábor         |      | Fidesz–KDNP |
| Fejér vármegyei 3. sz. országgyűlési egyéni választókerület | Bicske         | Tessely Zoltán     |      | Fidesz–KDNP |
| Fejér vármegyei 4. sz. országgyűlési egyéni választókerület | Dunaújváros    | Dr. Mészáros Lajos |      | Fidesz–KDNP |
| Fejér vármegyei 5. sz. országgyűlési egyéni választókerület | Sárbogárd      | Varga Gábor        |      | Fidesz–KDNP |

## Népesség

### Nemzetiségek
Fejér vármegye lakóinak nemzetiségi összetétele 2011-ben
Fejér vármegye lakosságának túlnyomó többsége magyar nemzetiségű, ugyanakkor a megye etnikai összetételét kisebbségi közösségek is gazdagítják. A 2011-es népszámlálás adatai szerint a megye lakosságának többsége – 356 982 fő, azaz 95,82% – magyar nemzetiségűnek vallotta magát.
A legnagyobb nem magyar kisebbségi közösséget a roma lakosság alkotja, számuk 6 277 fő, ami a népesség 1,68%-át teszi ki. A roma közösség jelenléte elsősorban a megye egyes vidéki térségeiben, kisebb településein jelentős, ahol hozzájárulnak a helyi kulturális és társadalmi sokszínűséghez.
A német nemzetiséghez tartozók száma 5 419 fő (1,45%). A német közösség hosszú történelmi múltra tekint vissza a megyében, kulturális örökségük, hagyományaik ma is élő részét képezik Fejér vármegye társadalmi és kulturális életének.
A fennmaradó 3 860 fő (1,04%) más kisebbségi csoporthoz tartozik, vagy nem meghatározható etnikai háttérrel rendelkezik. Ebbe a kategóriába tartozhatnak például a szlovák, román, horvát vagy egyéb kisebb nemzetiségekhez sorolt személyek.
A népszámlálás során a lakosság egy része nem nyilatkozott nemzetiségi hovatartozásáról, ami az országos adatokhoz hasonlóan Fejér megyében is tovább árnyalhatja a megye etnikai összetételét, és hozzájárul a térség kulturális sokszínűségéhez.

### Vallás
Fejér vármegye lakóinak vallási összetétele 2022-ben
A 2011-es népszámlálási adatok alapján Fejér megyében is meghatározó szerepet töltenek be a keresztény vallási közösségek, ugyanakkor a vallástól való elfordulás is számottevő.
A legnagyobb vallási csoportot a római katolikusok alkotják, akik a megye lakosságának 43,5%-át teszik kimíg 0,7%-a görögkatolikusnak vallotta magát. A katolicizmus hosszú történelmi múltra tekint vissza a megyében, különösen a falvakban és kisebb városokban.
A református (kálvinista) egyházhoz a megye lakosságának 15,7%-a tartozik, ami a második legnagyobb vallási közösséggé teszi őket Fejér megyében. Közösségeik elsősorban a megye keleti és középső részein élnek. Az evangélikus (lutheránus) felekezethez a lakosság 2,5%-a tartozik, jelenlétük főként a német betelepítések nyomán alakult ki, különösen a déli és nyugati településeken.
A kisebb keresztény felekezetek, illetve más vallások követőinek aránya összesen 4,2% (ebből 3,7% más keresztény felekezet, 0,5% egyéb vallás). Ezek közé tartoznak például a baptisták, pünkösdisták, adventisták és más nem történelmi egyházakhoz tartozók, valamint a nem keresztény vallások néhány követője is.
Jelentős a nem vallásosok aránya is: a megye lakosságának 33,4%-a vallotta magát vallástalannak. Ez az arány jól mutatja a modernizáció és a szekularizáció hatását, különösen a városi térségekben és a fiatalabb generációk körében.

A népszámlálás során a lakosság egy része nem nyilatkozott vallási hovatartozásáról, ami tovább árnyalja a megye vallási és kulturális sokszínűségét.

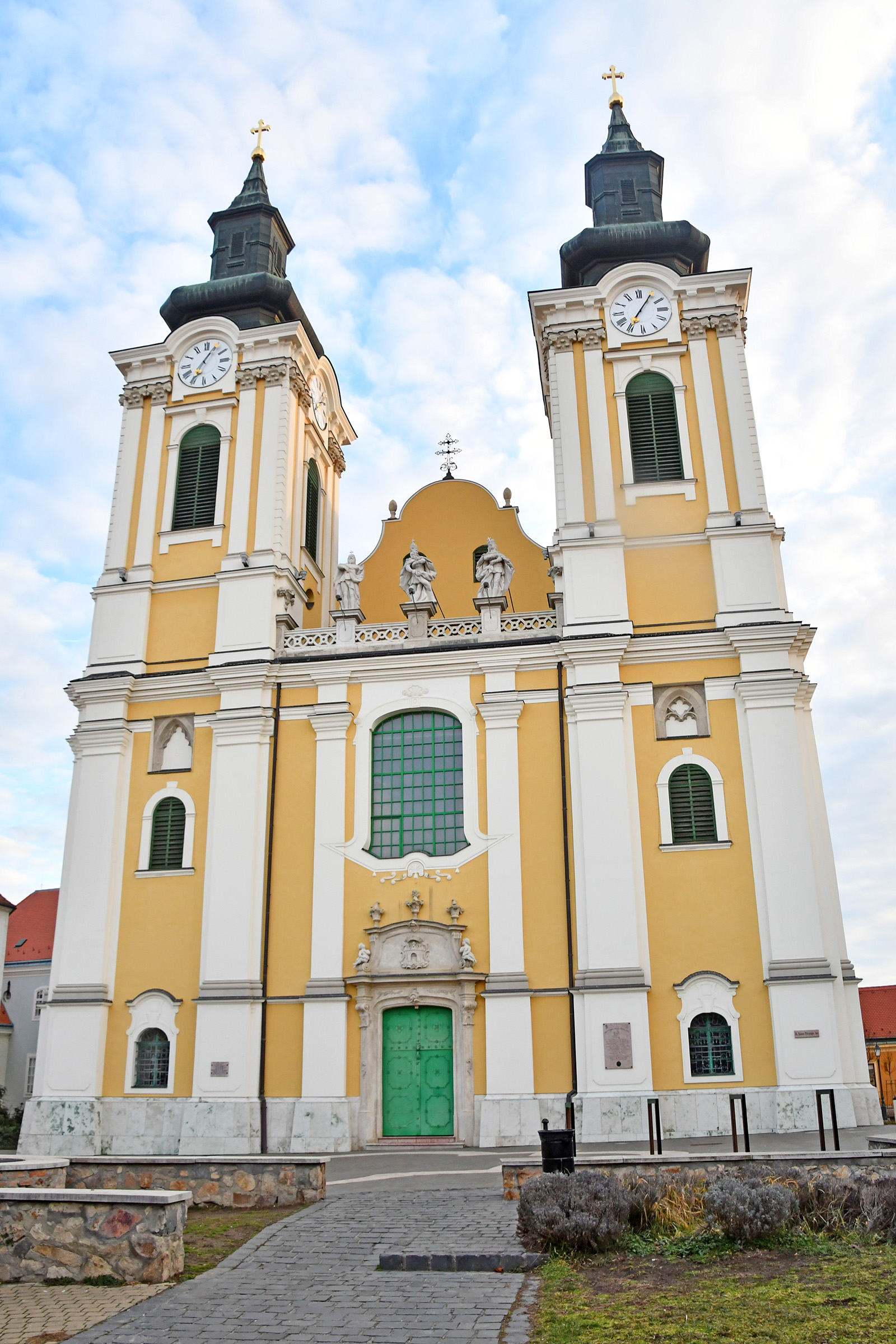
A székesfehérvári Szent István-székesegyház
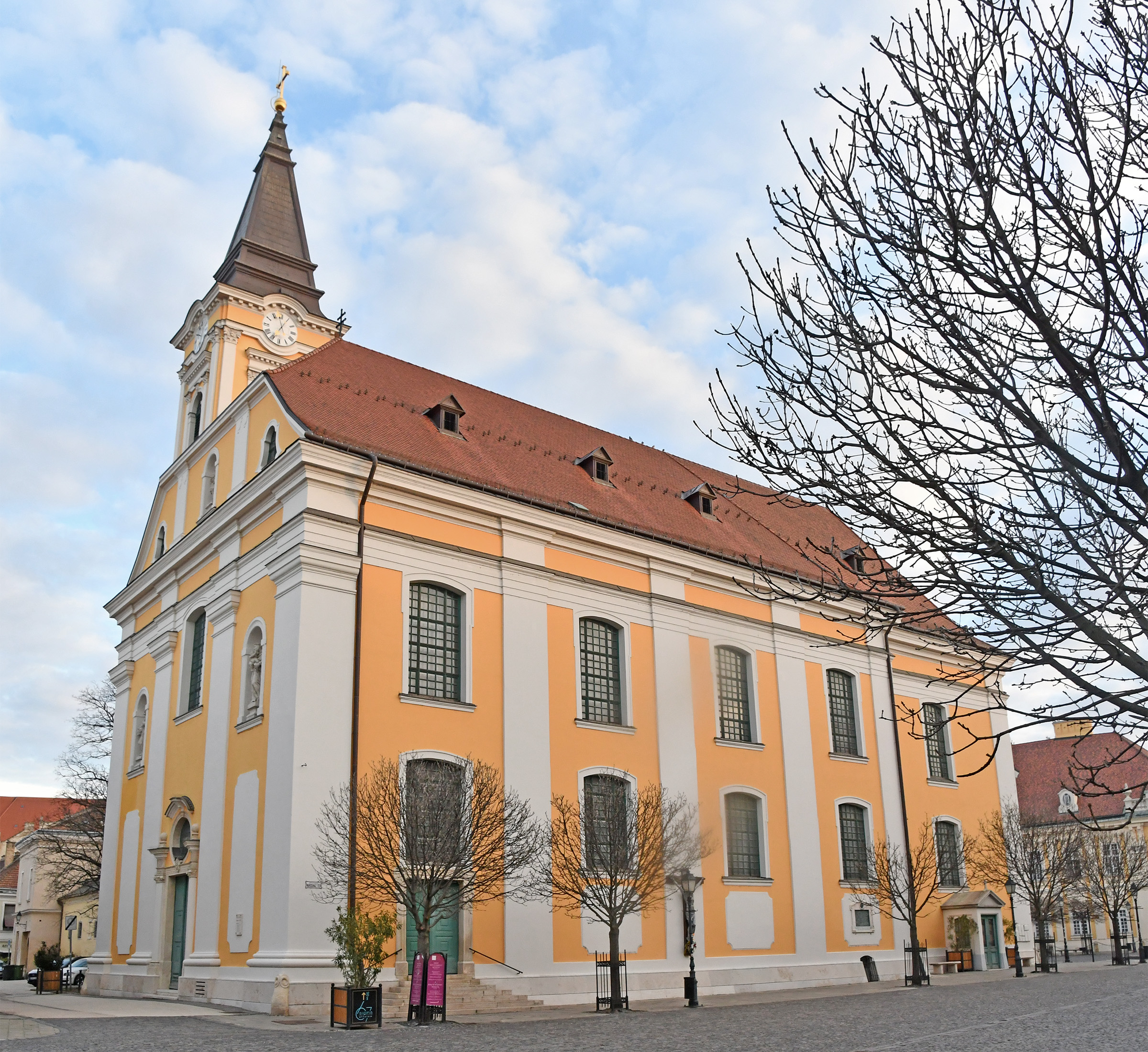
A székesfehérvári Szent Imre-templom
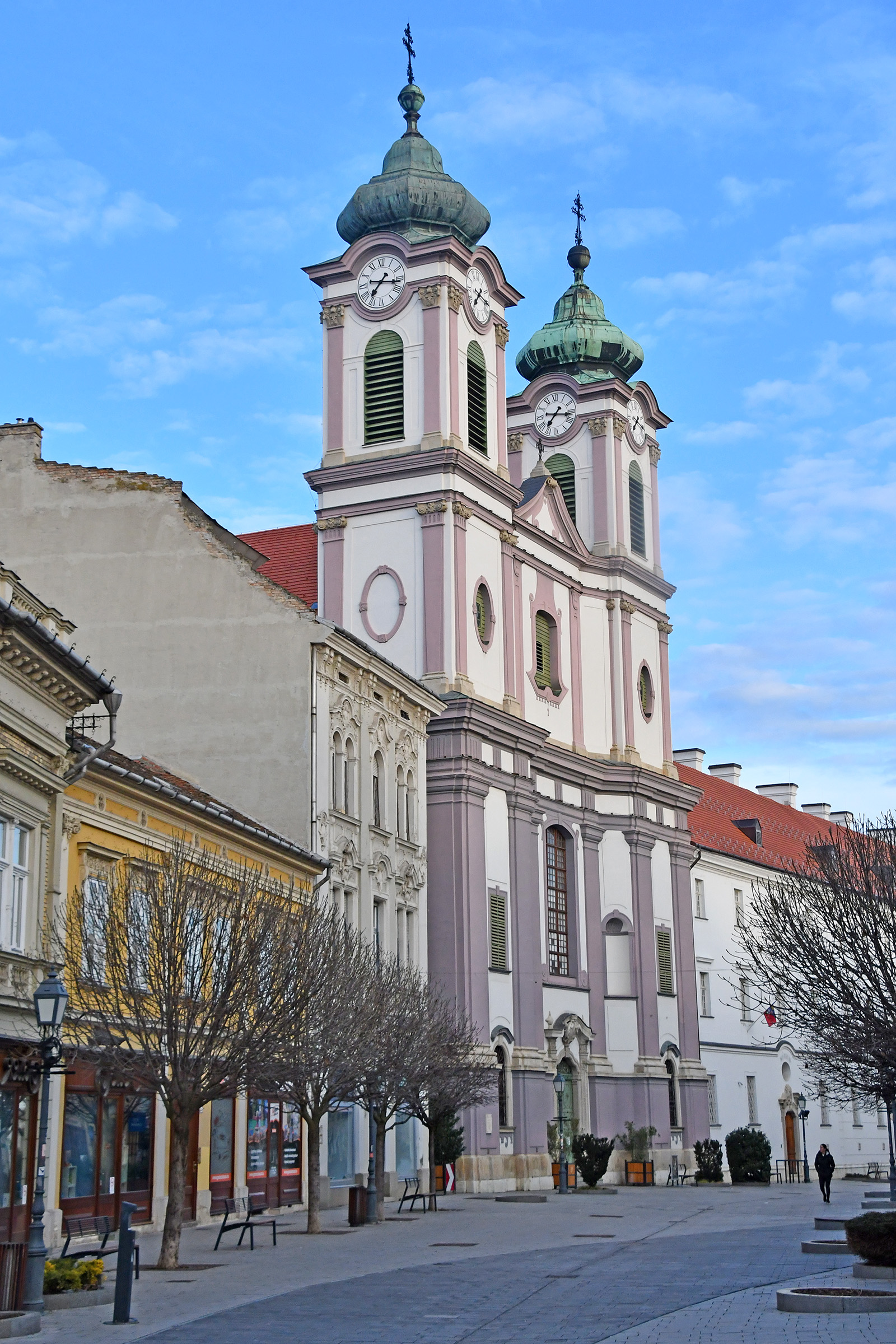
A székesfehérvári Nepomuki Szent János-templom
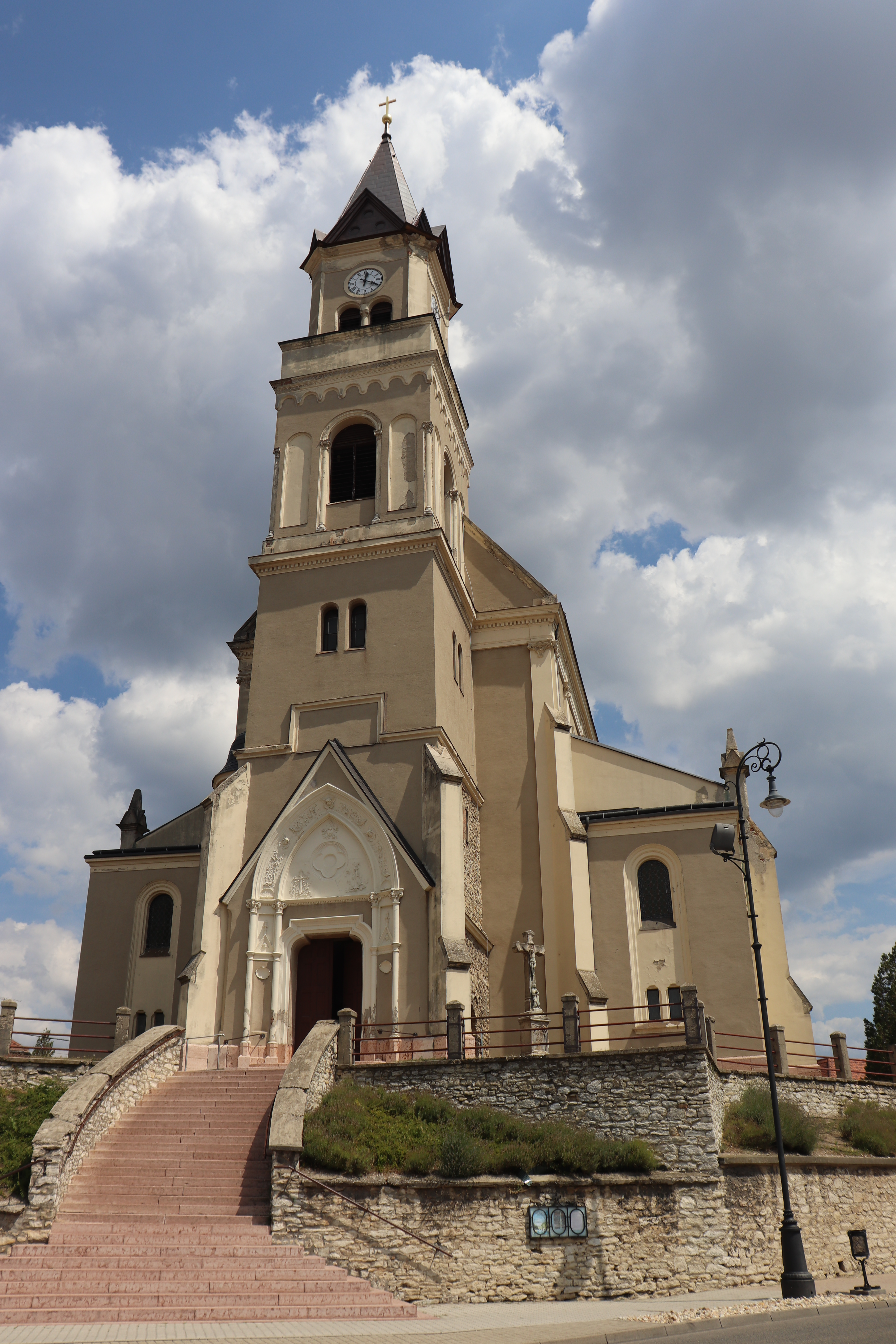
A móri Szent Kereszt-templom

## Gazdaság
Fejér vármegye az egyik legnagyobb gazdasággal rendelkező megye Magyarországon. A Közép-Dunántúli régió GDP-jének több mint kétharmadát adja egymaga Fejér vármegye.
Gazdasági központja az ország gazdaságának egyik meghatározó városa, Székesfehérvár, de fontos központ a másik nagyváros, Dunaújváros is.
2014-ben a Fejér megyei vállalkozások esetében az értékesítés nettó árbevétele meghaladta a 2884 milliárd forintot. Ebből 2381 milliárd forintot a megye legeredményesebb háromszáz cége realizált. Az export tekintetében még nagyobb a top 300 vállalat súlya, a megyei exportárbevétel 97,3%-át adják együttesen.
A Fejér megyei társaságok 2014-ben elért 5,1%-os nettó árbevétel-növekedése meghaladta a 2,5%-os régiós átlagot. A top 300 vállalkozás viszont még ennél is magasabb, 6,2%-os nettó árbevétel-növekedést produkált 2014-ben.
A megye alkalmazottainak 60,5%-át foglalkoztatja a top 300 vállalkozás köre.
2014-ben Fejér megyében 13 571 társas vállalkozás nyújtott be adóbevallást, ez 3,4%-os csökkenés.
Fejér megye legnagyobb nyereségű cége 2014-ben a bicskei székhelyű Spar Magyarország Kereskedelmi Kft. lett 400,73 milliárd forinttal, amely egyben a legnagyobb munkáltató is. A második székesfehérvári székhelyű Alcoa-Köfém Székesfehérvári Könnyűfémmű Kft. 185 milliárdos bevétellel. A harmadik a rácalmási székhelyű Hankook Tire 166 milliárddal. A top 10-ben a székesfehérvári cégek vannak túlsúlyban: az Alcoa-Köfém Kft. a második helyén kívül helyet kap itt a Denso Gyártó Magyarország Kft. (negyedik), a Sapa Profiles Kft. (hetedik) és a Halla Visteon (kilencedik) is.
A székesfehérvári Videoton Holding Zrt. Magyarország legnagyobb magántulajdonban levő ipari vállalatcsoportja, elektronikai gyártási szolgáltatóként a világon a top30-ban szerepel. Árbevétele 2014-ben 134,77 milliárd forint volt. Továbbá említésre méltó a dunaújvárosi Dunai Vasmű, amely az ország legnagyobb kohászati-gépészeti komplexuma, a magyar vas- és acélgyártás fellegvára.

## Közlekedés

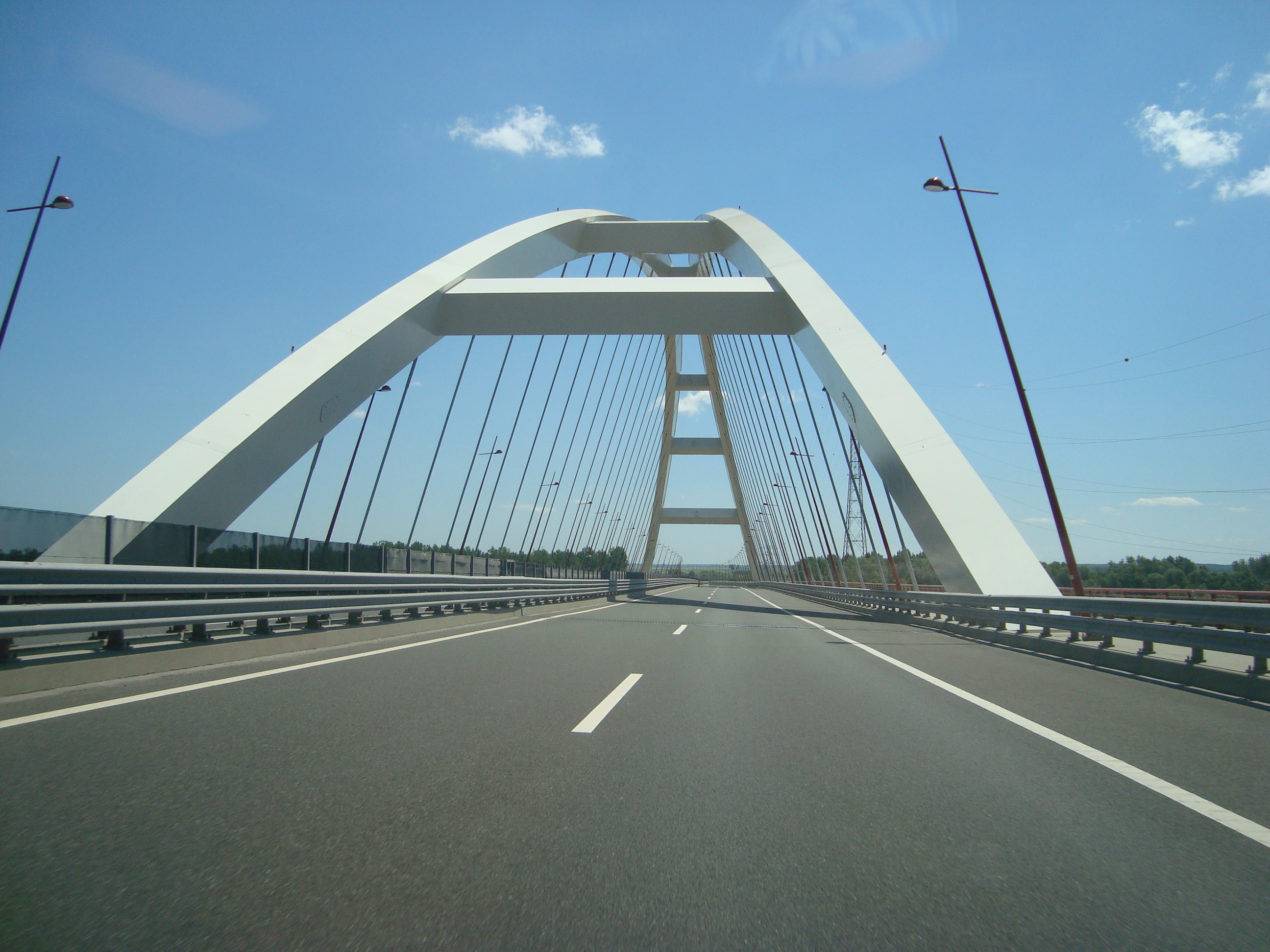
A készülő M8-as autópálya részét képező kisapostagi Pentele híd, amely Fejér vármegyét és Bács-Kiskun vármegyét köti össze

## Híres szülöttei
- Szent Imre herceg (Székesfehérvár, 1000–1007 között – Bihar vármegye, 1031. szeptember 2.) Szent István király és Boldog Gizella királyné fia, a magyar trón örököse
- Kálmán magyar király (Székesfehérvár, 1074 körül – Székesfehérvár, 1116. február 3.) 1095-től magyar király, 1102-től horvát király, 1106-tól haláláig pedig Dalmácia királya
- Imre magyar király (Székesfehérvár, 1174 – Esztergom, 1204. november 30.) Magyarország királya 1196-tól, szerb király 1201-től, 1204-es haláláig
- III. László magyar király (Székesfehérvár, 1200 körül – Bécs, 1205. május 7.) Magyarország királya 1204 és 1205 között
- Tinódi Lantos Sebestyén (Tinód, 1510 körül – Sárvár, 1556. január 30.) magyar énekszerző, lantos, a 16. századi magyar epikus költészet jelentős képviselője
- Lamberg Ferenc Fülöp (Mór, 1791. november 30. – Buda, 1848. szeptember 28.) császári-királyi altábornagy
- Ybl Miklós (Székesfehérvár, 1814. április 6. – Budapest, 1891. január 22.) magyar építész, a 19. század egyik legnagyobb magyar mestere, a historizmus európai jelentőségű képviselője
- Rónay János Jácint (Székesfehérvár, 1814. május 13. – Pozsony, 1889. április 17.) a darwinizmus magyarországi megismertetője és első terjesztője. Kossuth gyermekeinek, valamint Rudolf trónörökös és Mária Valéria főhercegnő nevelője
- Wekerle Sándor (Mór, 1848. november 14. – Budapest, 1921. augusztus 26.) magyar jogász, politikus, szabadkőműves, előbb a Szapáry-kormány pénzügyminisztere, majd a Magyar Királyság miniszterelnöke
- Habsburg–Lotaringiai József (Alcsút, 1872. augusztus 9. – Rain, 1962. július 6.) a Habsburg–Lotaringiai-házból származó osztrák főherceg, magyar királyi herceg, honvéd tábornagy, a Felsőház tagja, aki 1918 novemberében a Magyar Királyság királyi helytartója, majd a Magyar Népköztársaság kormányzója
- Bory Jenő (Székesfehérvár, 1879. november 9. – Székesfehérvár, 1959. december 20.) magyar építészmérnök, szobrász- és festőművész, egyetemi tanár
- Krausz Ferenc (Mór, 1962. május 17. –) Németországban élő és kutató Nobel-díjas, In memoriam Gábor Dénes-díszokleveles magyar fizikus
- Orbán Viktor (Székesfehérvár, 1963. május 31. –), magyar jogász és politikus, a Fidesz – Magyar Polgári Szövetség egyik alapítója, elnöke és országgyűlési képviselője, Magyarország miniszterelnöke 1998-tól 2002-ig, valamint 2010-től napjainkig
- Mészáros Lőrinc (Székesfehérvár, 1966. február 24. –) magyar vállalkozó, 2011-től 2018-ig Felcsút polgármestere a Fidesz–KDNP szövetség színeiben
- Porga Gyula (Enying, 1968. április 17. –) magyar politikus, 2010 óta Veszprém polgármestere
- Azurák Csaba (Székesfehérvár, 1976. július 3. –) magyar riporter, a TV2 műsorvezetője 2001 és 2019 között. A Budapest Honvéd kommunikációs igazgatója volt 2019 és 2023 között
- Nagy Ervin (Dunaújváros, 1976. szeptember 25. –) Jászai Mari-díjas magyar színész, szinkronszínész, televíziós személyiség és producer
- Csenki Patrik (Székesfehérvár, 1997. augusztus 3. –) youtuber, zeneszerző
- Szoboszlai Dominik (Székesfehérvár, 2000. október 25. –) magyar labdarúgó, a magyar válogatott csapatkapitánya, a Premier League-ben szereplő Liverpool támadó középpályása

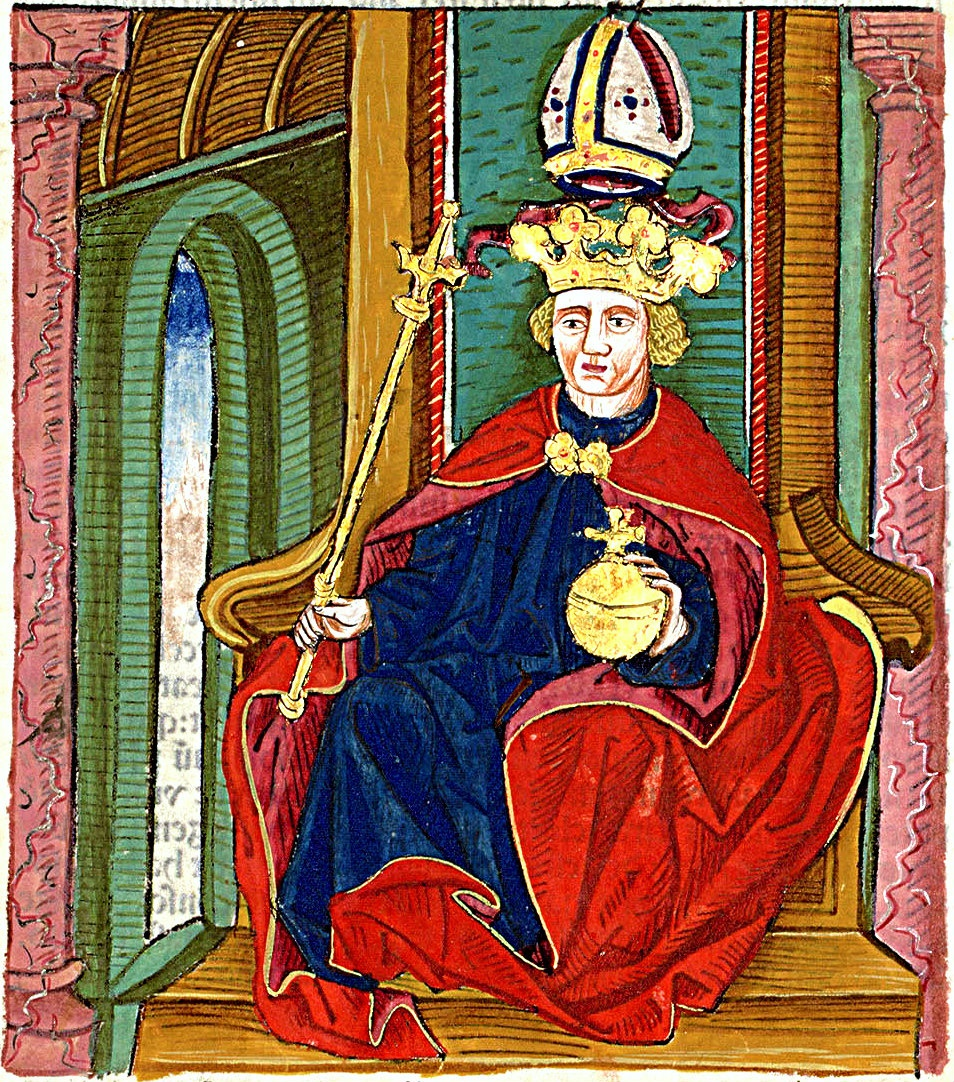
Kálmán magyar király
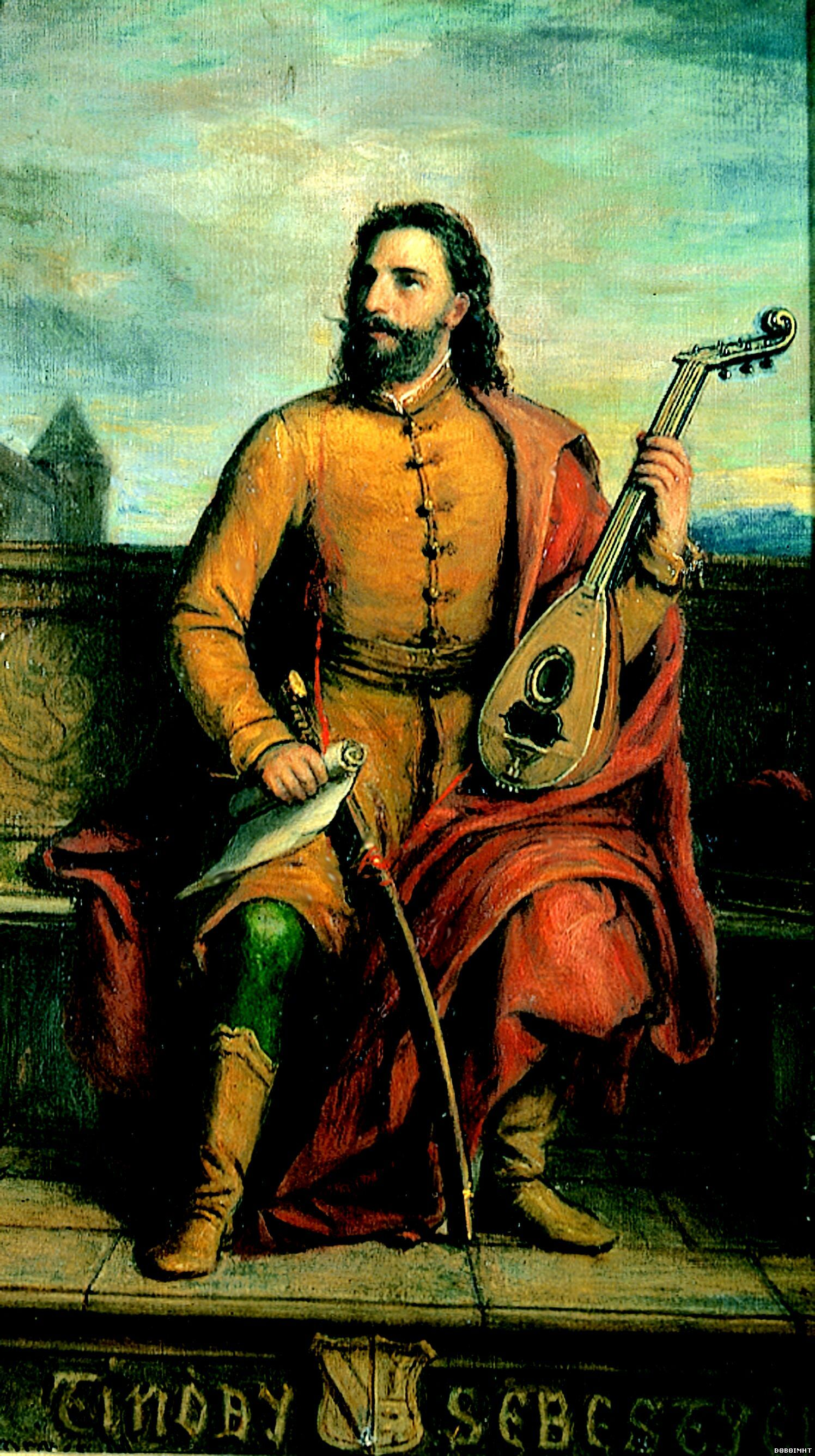
Tinódi Lantos Sebestyén
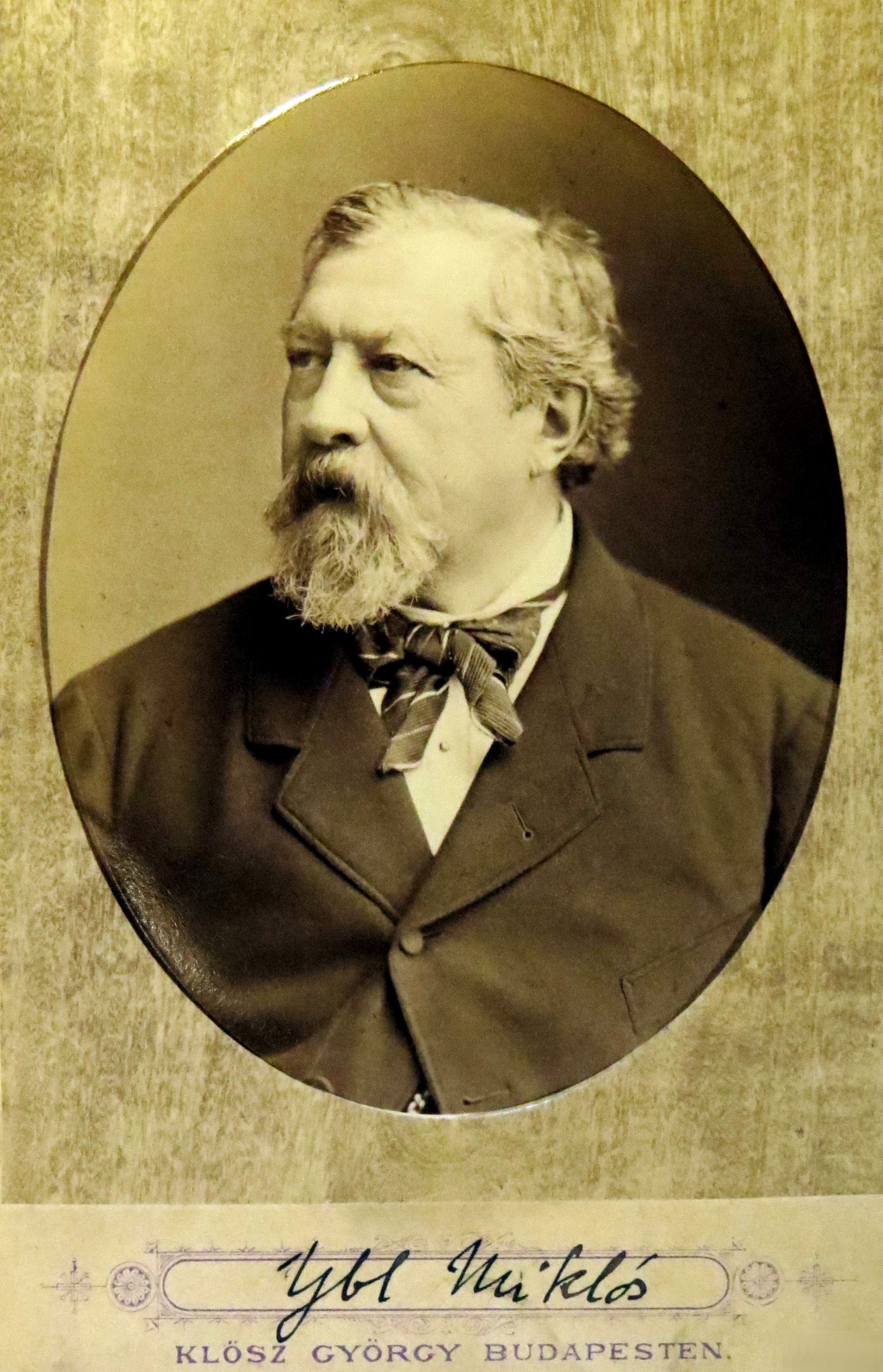
Ybl Miklós
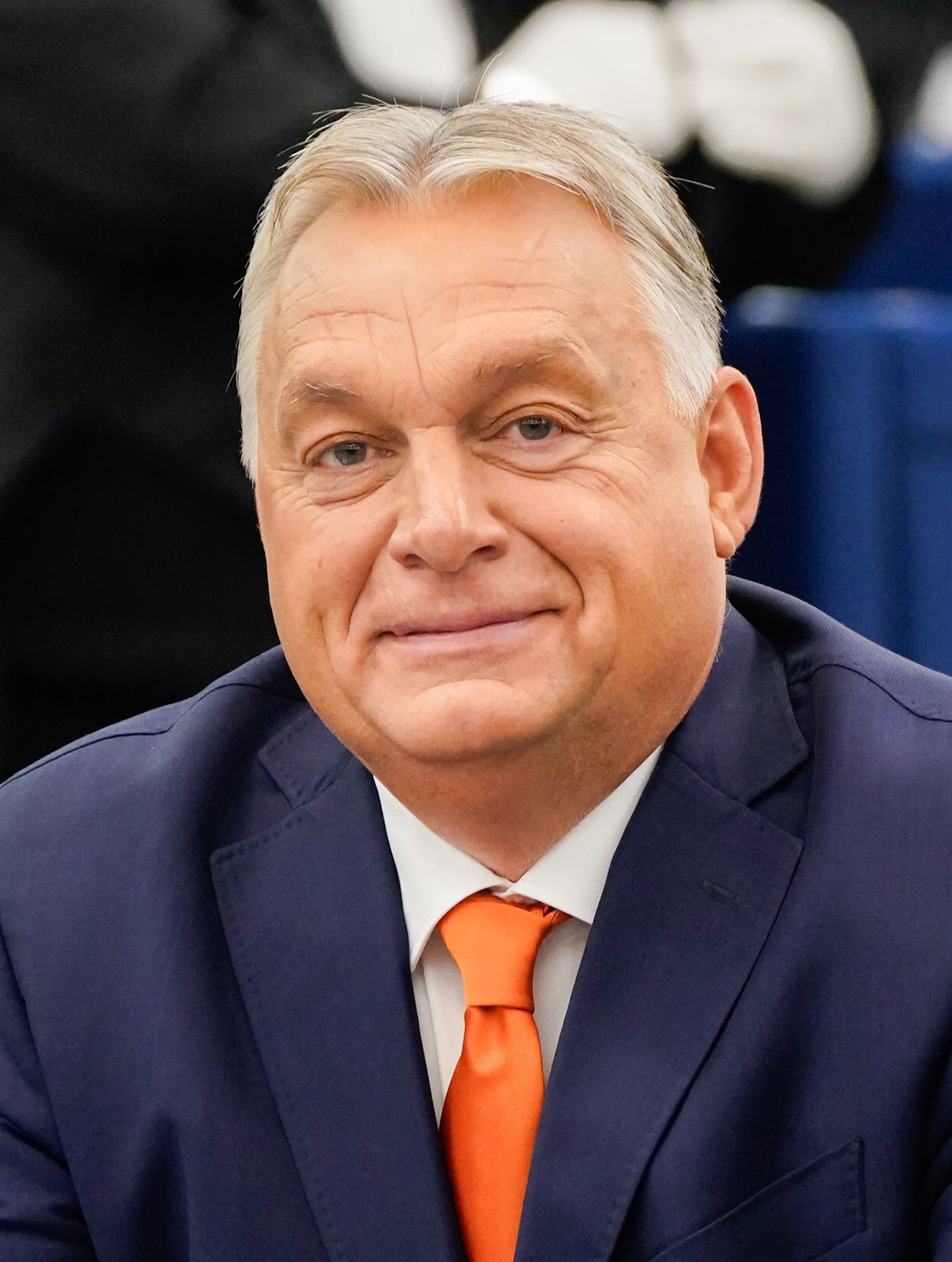
Orbán Viktor
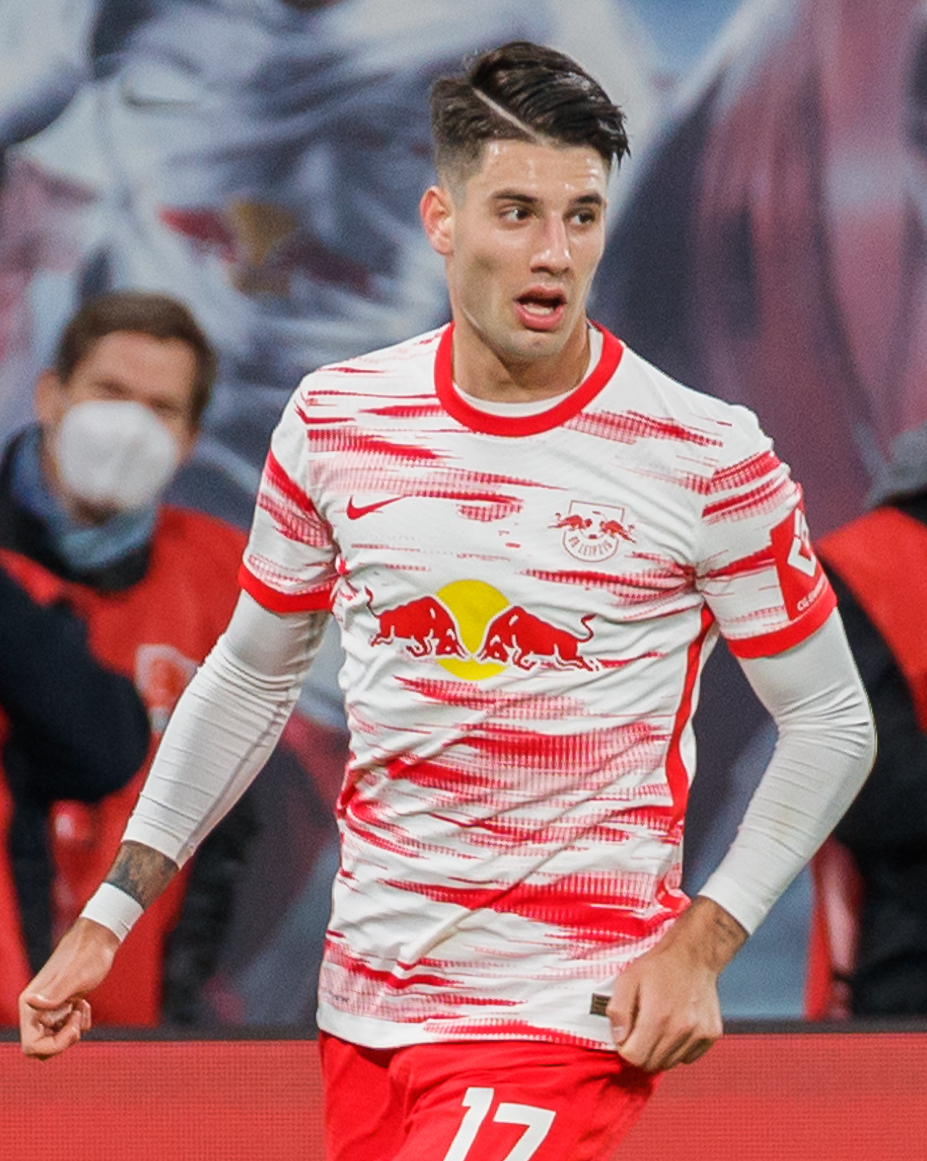
Szoboszlai Dominik

## Kultúra

### Turizmus
Fejér vármegye a magyarországi turisztikai régiók közül a Közép-Dunántúl régióba tartozik, fő vonzerejét a számtalan műemlék, a természetvédelmi területek és a Velencei-tó üdülő- és kirándulóövezete jelenti. A megye székhelye, Székesfehérvár, a középkorban latinul Alba Regia az Árpád-házi királyok egyik fő székhelye, az ország fővárosa volt. Főbazilikájában ötszáz év alatt összesen 37 királyt és 39 királynét koronáztak meg, valamint e templom volt számtalan uralkodónk végső nyughelye, innen ered a város egyik beceneve is, a királyok városa. Székesfehérvár látnivalói közé tartozik még többek között a ferences templom és rendház, a Püspöki palota, a Győri-ház, a Hiemer-ház, a Vörösmarty tér romantikus lakóházai, a Palotanegyed Skanzenje, a vár, a Fehérvári Babaház és a Schaár Erzsébet Gyűjtemény is. Martonvásár leghíresebb látnivalóját a Brunszvik-kastély jelenti, melyben a Beethoven Emlékmúzeum is megtalálható. A birtokot Brunszvik Antal gróf Mária Teréziától kapta, a kastély jelenlegi formája az 1870-es neogótikus stílusú átépítés eredménye. A parkjának közepén egy mesterséges tó terül el, benne egy szigettel és egy szabadtéri színpaddal. A híres zeneszerzőt, Ludwig van Beethovent a család hölgytagjaihoz fűződő barátsága vonzotta erre a helyre, több darabját is a családtagoknak ajánlotta. A múzeumban megtekinthető a zeneszerző hajtincse, szoborportréja, arcképe, valamint betekintést nyerhetünk a magyar vonatkozású műveibe és kapcsolataiba. A kastély az MTA Mezőgazdasági Kutatóintézetének otthona. A körülbelül 1700 fős Tác község hírnevét az ország legnagyobb római kori szabadtéri múzeumának köszönheti. Gorsium első ásatásakor (1934–1939) háromapszisos épületre leltek. A 200 hektárnyi területen elhelyezkedő római település feltárását 1958-ban kezdték el. Ma Gorsium már a nagy Duna vidéki római feltárások egyikévé vált, értéke "az antik világ zavartalan megjelenítésének lehetősége". Különleges emlékét a Szent István Király Múzeum Régészeti Park mutatja be. A vármegye üdülő turizmusában a legjelentősebb szerepet a Velencei-tó tölti be. Magyarország második legnagyobb természetes tavakén, kedvező természeti és földrajzi adottságainak, valamint a mederszabályzásnak köszönhetően a Balatonhoz hasonlóan hazánk egyik legkedveltebb üdülőhelyeinek egyike. Területe 26 km², a felület harmada nádassal borított. A napsütéses órák nagy számának, valamint a viszonylag sekély, átlagosan 1,5 m-es mélységének köszönhetően Európa egyik legmelegebb tava, a víz hőmérséklete elérheti a 26-28 °C-ot is. Agárd és Velence a Velencei-tó legjelentősebb üdülőtelepülései, élénk a horgász- és az evezőssport (vitorlás, kajak, kenu) is.

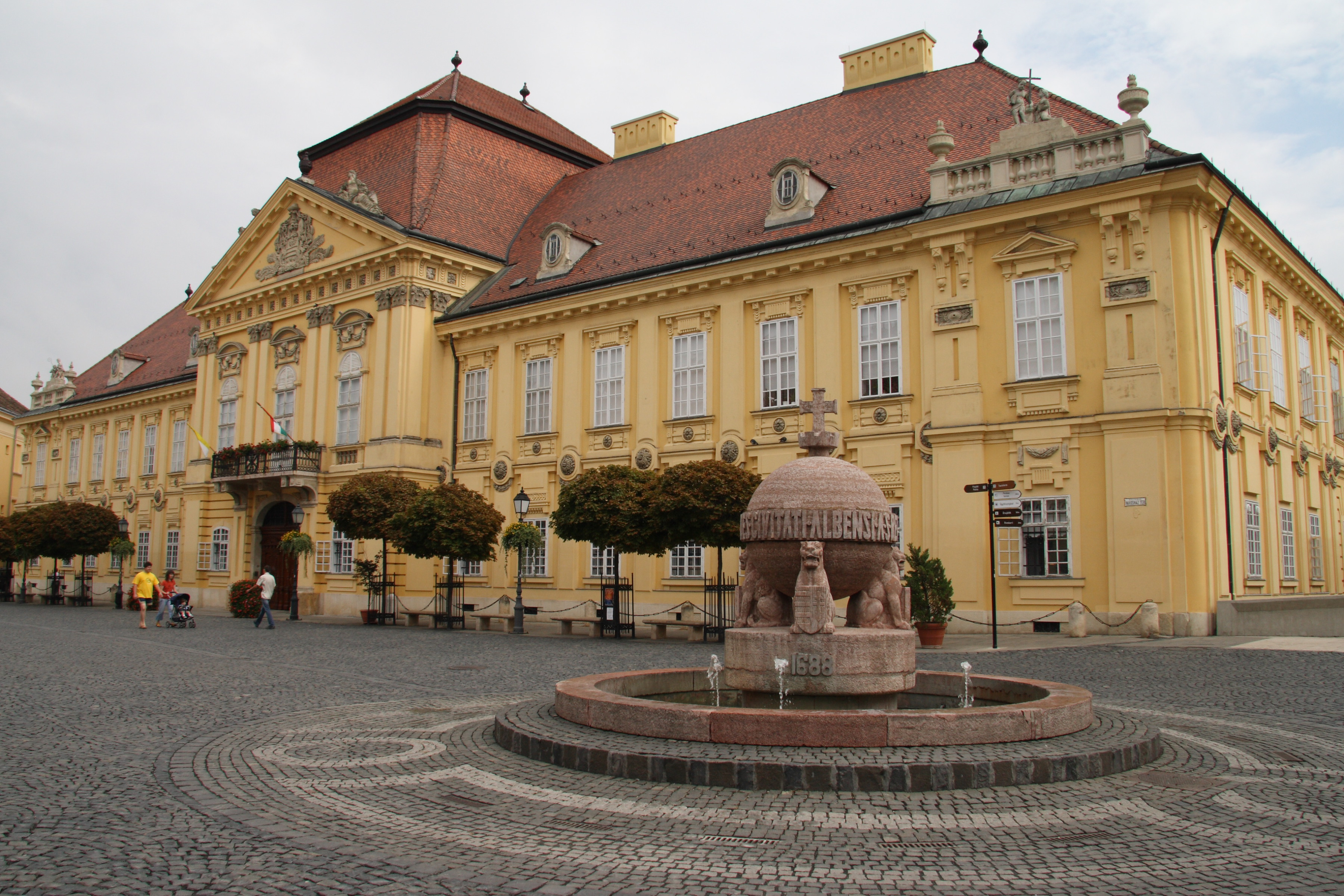
Székesfehérvár, a vármegyeszékhely
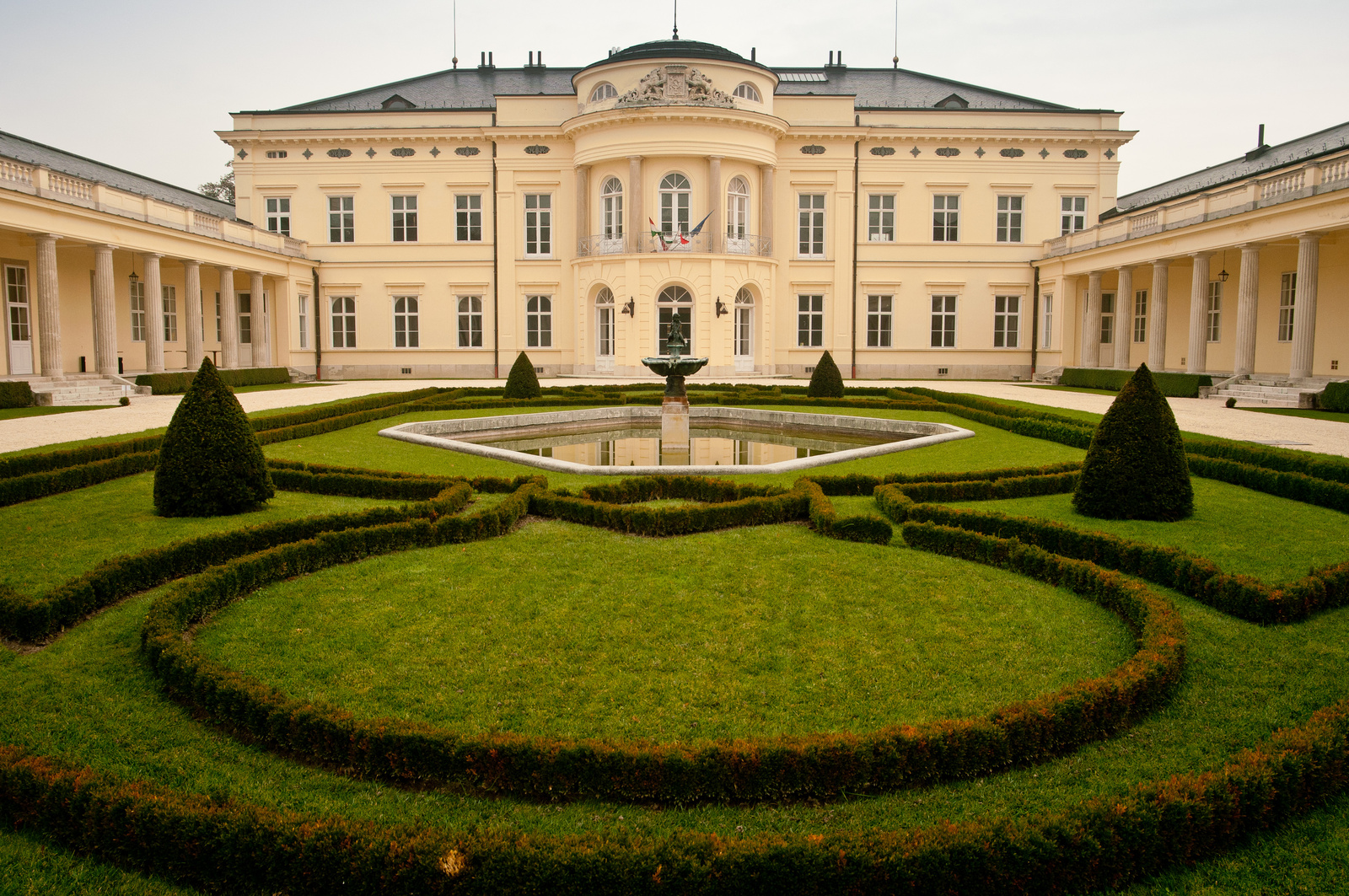
A Károlyi-kastély főhomlokzata, Fehérvárcsurgó
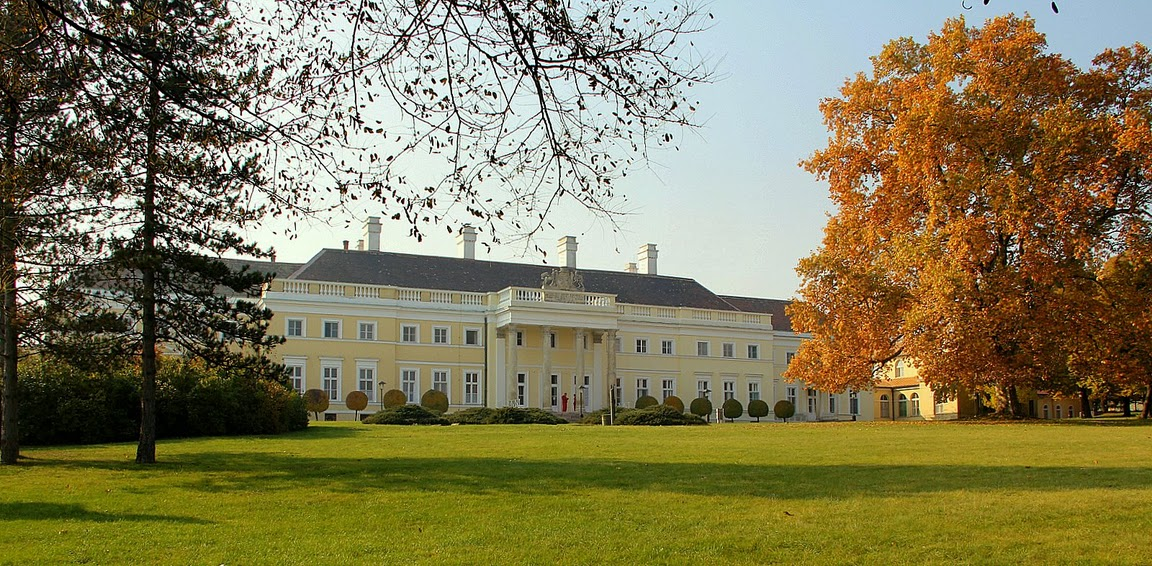
A csákvári Esterházy-kastély
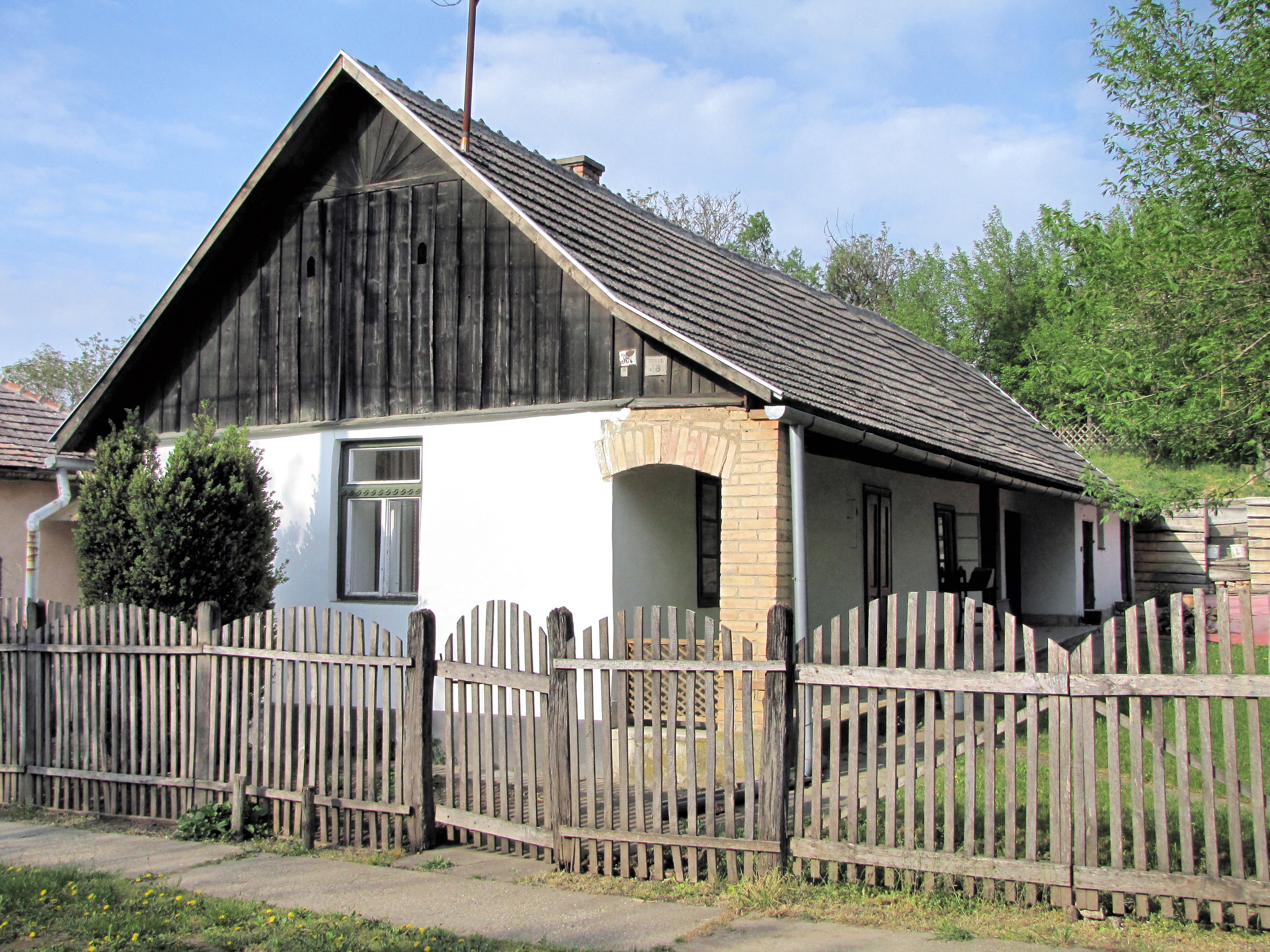
Tradicionális népi lakóház Előszálláson
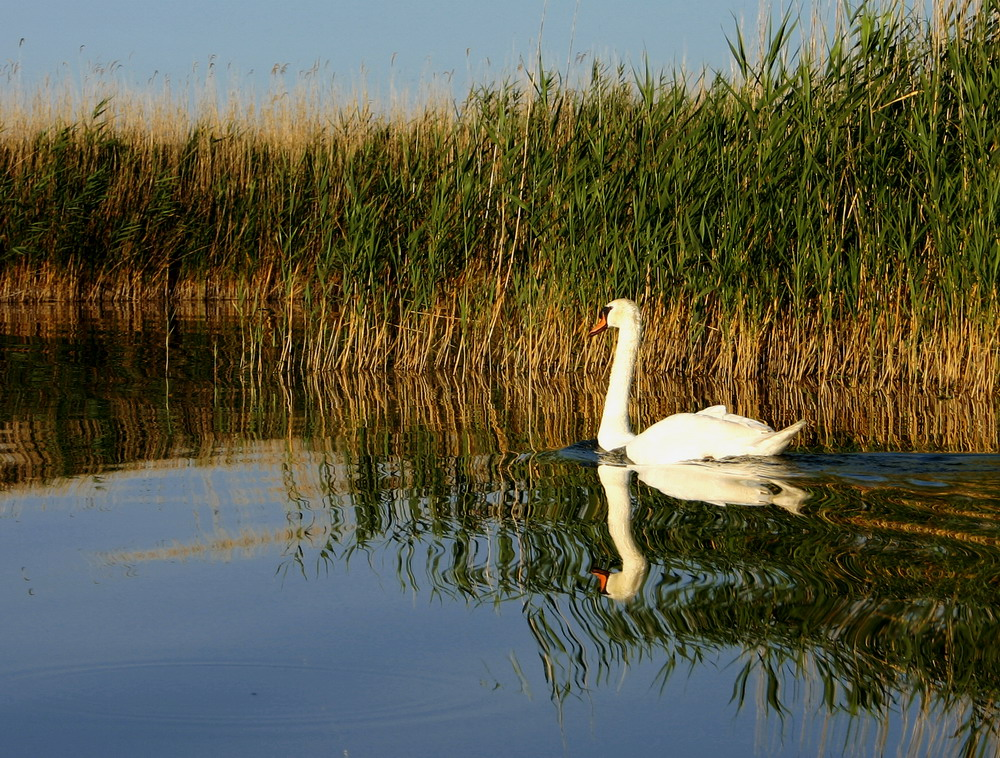
A Velencei-tó
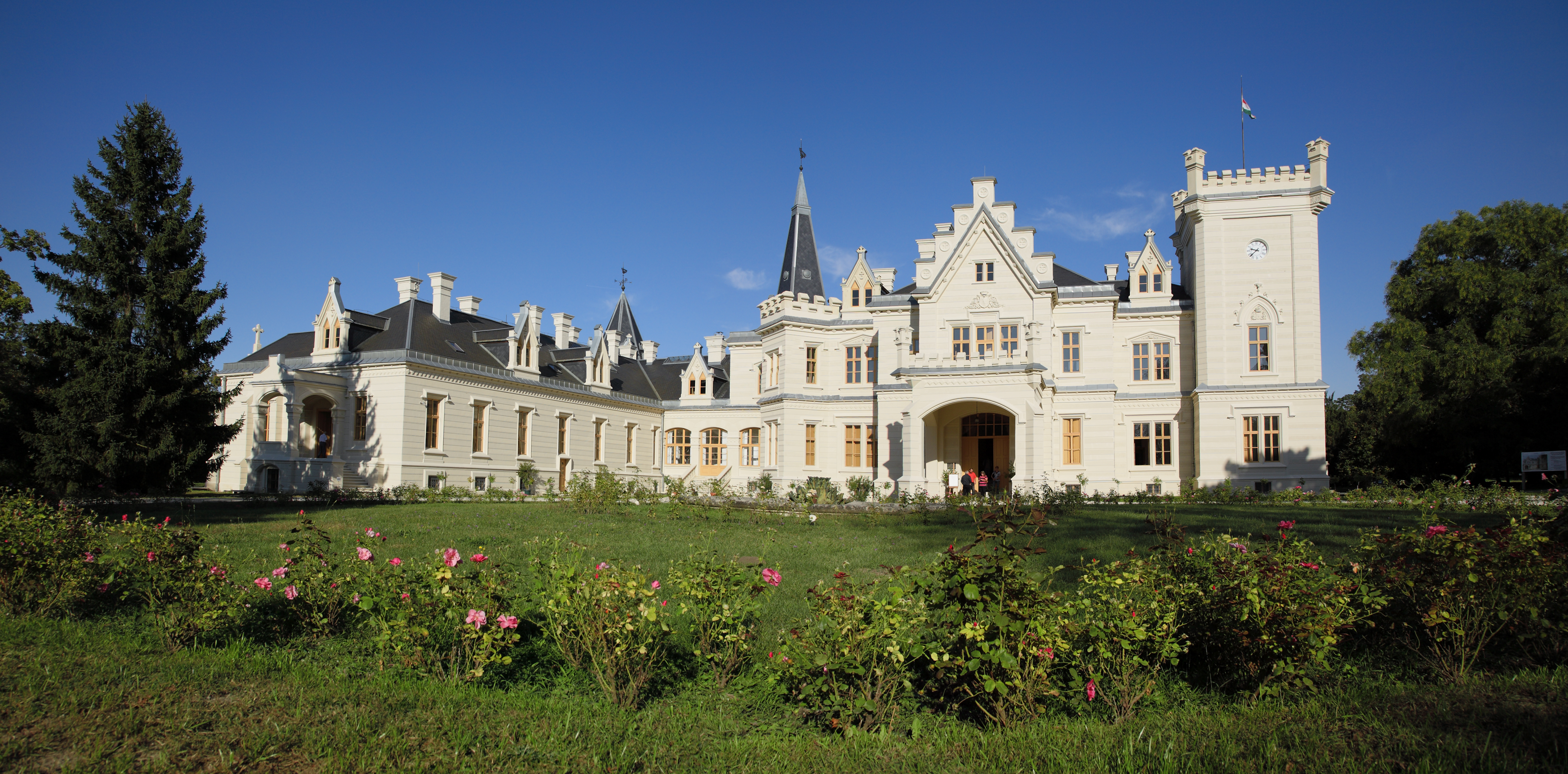
A nádasdladányi Nádasdy-kastély főhomlokzata
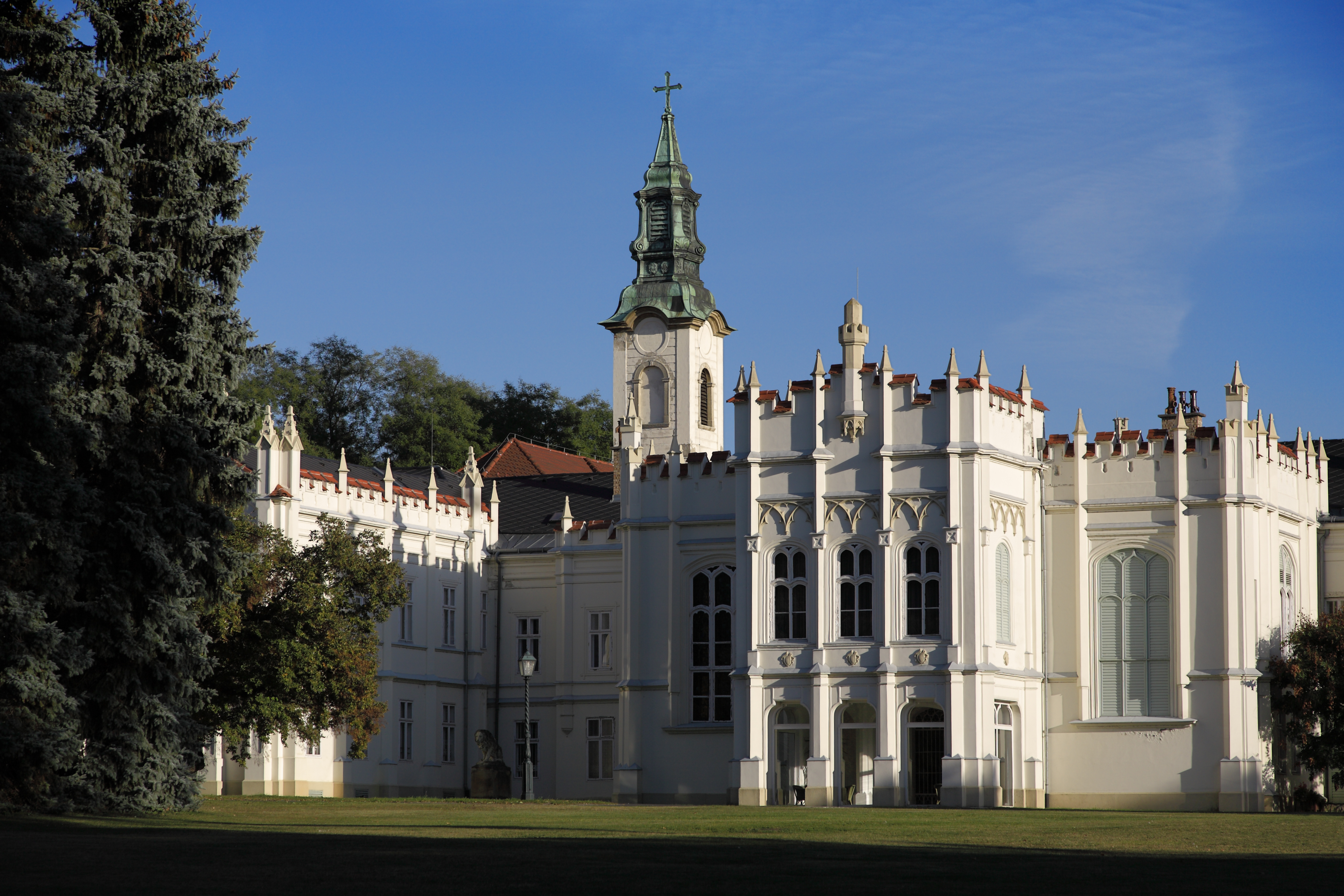
A Brunszvik-kastély Martonvásáron
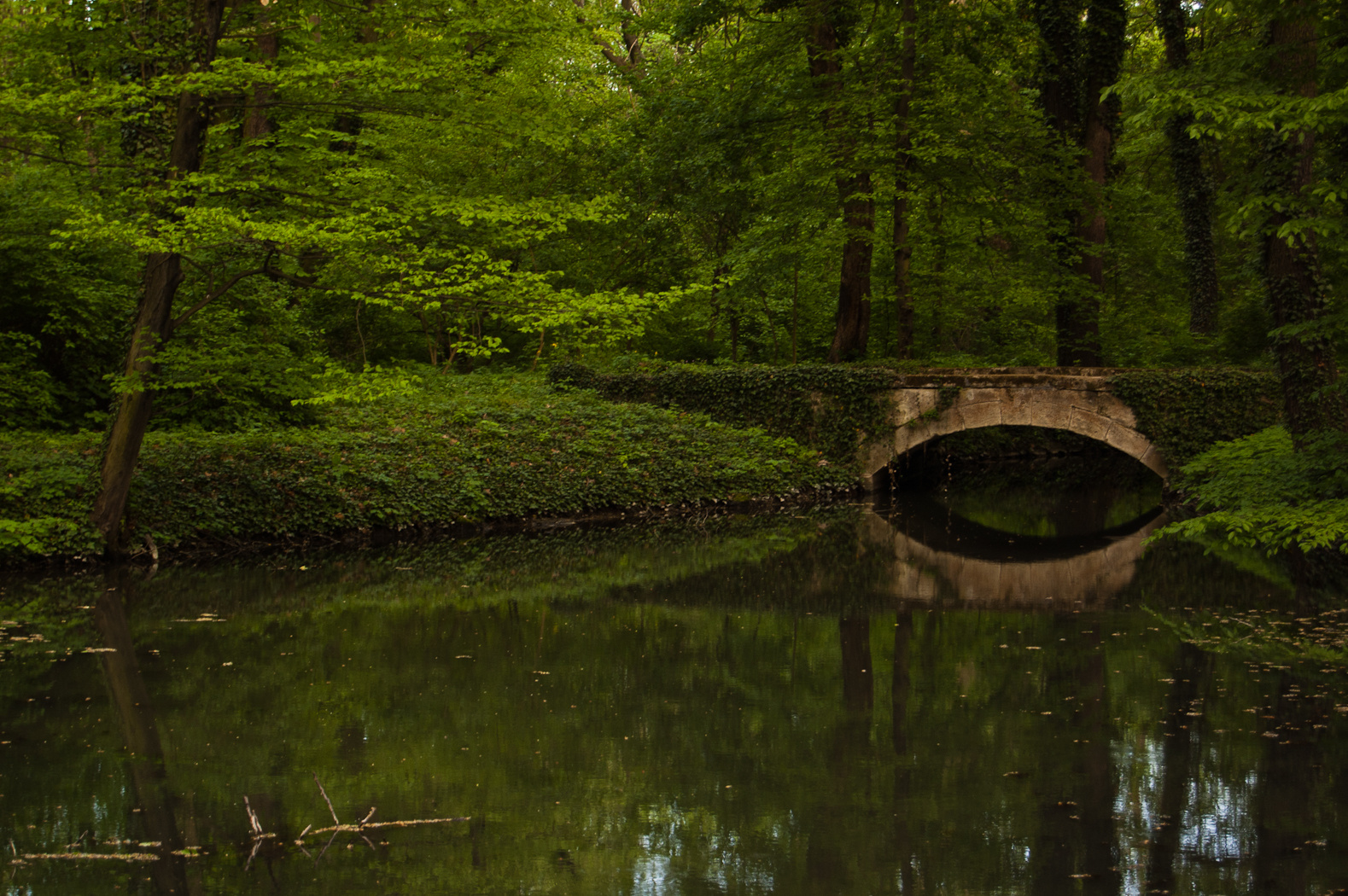
Az Alcsúti Arborétum Természetvédelmi Terület
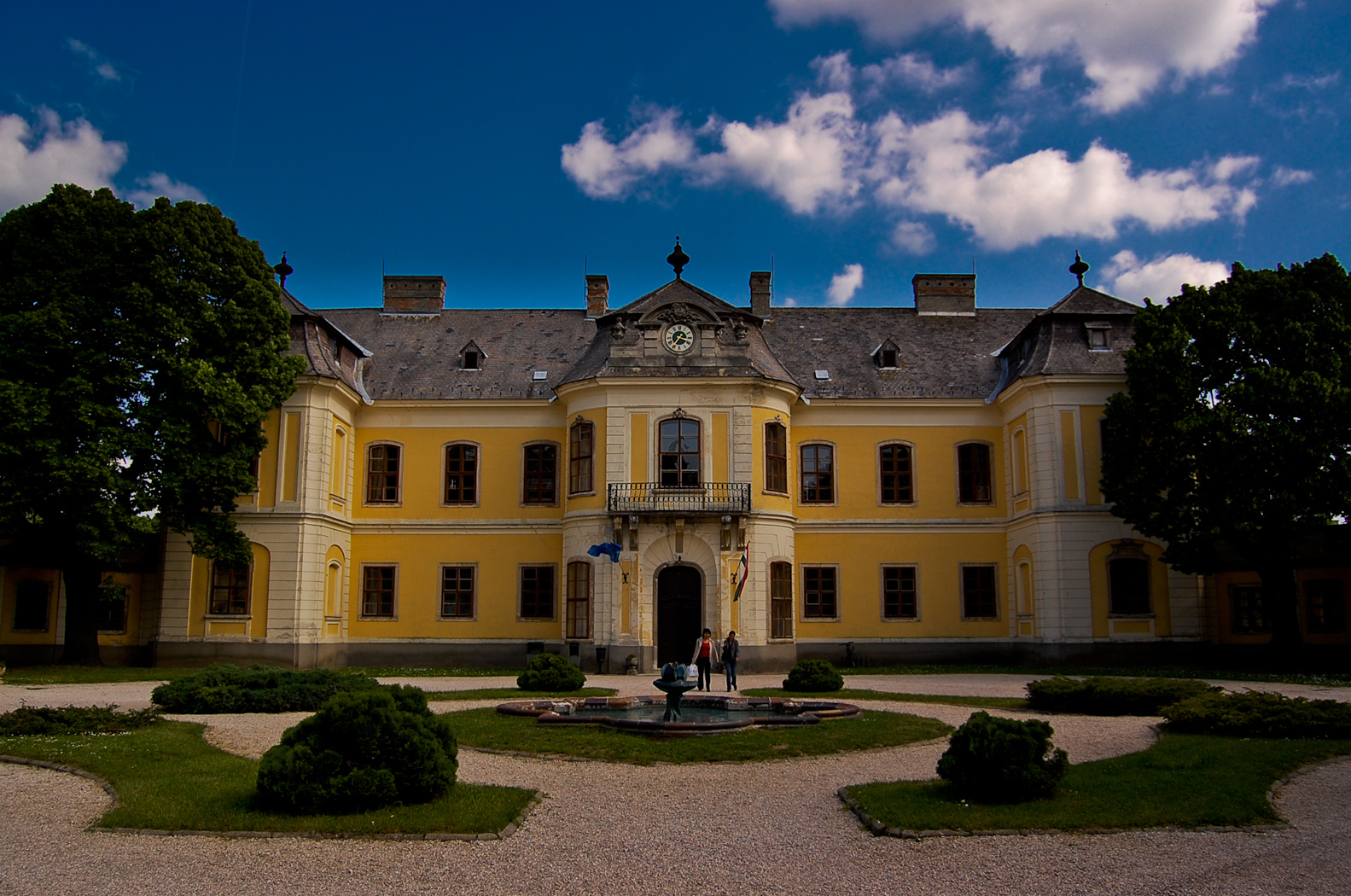
A Lamberg-kastély Móron

## Települések
Fejér megyének 108 települése van, ebből 17 város, ahol a megye lakosságának 59,4 százaléka él. A népesség 32,7 százaléka él a két megyei jogú városban. A megyeszékhely, Székesfehérvár a Közép-Dunántúl központja, valamint az ország kilencedik és a Dunántúl harmadik legnépesebb települése. 

### Városai
| Sorszám | Település      | Lakónépesség (2019.01.01)     | Járás                 |
| ------- | -------------- | ----------------------------- | --------------------- |
| 1.      | Székesfehérvár | 96 024 fő (2024. jan. 1.) +/- | Székesfehérvári járás |
| 2.      | Dunaújváros    | 41 394 fő (2024. jan. 1.) +/- | Dunaújvárosi járás    |
| 3.      | Gárdony        | 13 750 fő (2024. jan. 1.) +/- | Gárdonyi járás        |
| 4.      | Mór            | 13 509 fő (2024. jan. 1.) +/- | Móri járás            |
| 5.      | Sárbogárd      | 11 518 fő (2024. jan. 1.) +/- | Sárbogárdi járás      |
| 6.      | Bicske         | 11 248 fő (2024. jan. 1.) +/- | Bicskei járás         |
| 7.      | Ercsi          | 8085 fő (2024. jan. 1.) +/-   | Martonvásári járás    |
| 8.      | Velence        | 7817 fő (2024. jan. 1.) +/-   | Gárdonyi járás        |
| 9.      | Polgárdi       | 6633 fő (2024. jan. 1.) +/-   | Székesfehérvári járás |
| 10.     | Enying         | 6426 fő (2024. jan. 1.) +/-   | Enyingi járás         |
| 11.     | Martonvásár    | 5984 fő (2024. jan. 1.) +/-   | Martonvásári járás    |
| 12.     | Pusztaszabolcs | 5746 fő (2024. jan. 1.) +/-   | Dunaújvárosi járás    |
| 13.     | Csákvár        | 5410 fő (2024. jan. 1.) +/-   | Bicskei járás         |
| 14.     | Rácalmás       | 4958 fő (2024. jan. 1.) +/-   | Dunaújvárosi járás    |
| 15.     | Aba            | 4396 fő (2024. jan. 1.) +/-   | Székesfehérvári járás |
| 16.     | Adony          | 4031 fő (2024. jan. 1.) +/-   | Dunaújvárosi járás    |
| 17.     | Bodajk         | 3828 fő (2024. jan. 1.) +/-   | Móri járás            |

### Községek, nagyközségek
| - Alap - Alcsútdoboz - Alsószentiván - Bakonycsernye - Bakonykúti - Balinka - Baracs - Baracska - Beloiannisz - Besnyő - Bodmér - Cece - Csabdi - Csákberény - Csókakő - Csór - Csősz | - Daruszentmiklós - Dég - Előszállás - Etyek - Fehérvárcsurgó - Felcsút - Füle - Gánt - Gyúró - Hantos - Igar - Iszkaszentgyörgy - Isztimér - Iváncsa - Jenő - Kajászó - Káloz - Kápolnásnyék - Kincsesbánya | - Kisapostag - Kisláng - Kőszárhegy - Kulcs - Lajoskomárom - Lepsény - Lovasberény - Magyaralmás - Mány - Mátyásdomb - Mezőfalva - Mezőkomárom - Mezőszentgyörgy - Mezőszilas - Moha - Nadap - Nagykarácsony - Nagylók - Nagyveleg | - Nagyvenyim - Nádasdladány - Óbarok - Pákozd - Pátka - Pázmánd - Perkáta - Pusztavám - Ráckeresztúr - Sáregres - Sárkeresztes - Sárkeresztúr - Sárkeszi - Sárosd - Sárszentágota - Sárszentmihály - Seregélyes - Soponya - Söréd | - Sukoró - Szabadbattyán - Szabadegyháza - Szabadhídvég - Szár - Tabajd - Tác - Tordas - Újbarok - Úrhida - Vajta - Vál - Vereb - Vértesacsa - Vértesboglár - Zámoly - Zichyújfalu |